# Eleições autárquicas intercalares de 2007 em Lisboa
As eleições autárquicas intercalares de 2007 serviram para eleger os vereadores e o novo Presidente da Câmara do concelho de Lisboa.
Na sequência do escândalo Bragaparques e com a demissão da maioria dos vereadores que o apoiavam até então, Carmona Rodrigues o presidente até à data ficou sem maioria e, num evento histórico, foram convocados eleições intercalares para a eleição do novo Presidente da Câmara.
Numas eleições marcadas pelas diversas candidaturas (12) e pela alta taxa de abstenção (superior a 60%), o grande vencedor foi o Partido Socialista que com António Costa recuperou uma câmara que tinha perdido em 2001 para o Partido Social-Democrata, ao conseguir 29,5% dos votos e 6 vereadores.
Carmona Rodrigues, que se candidatou como independente após ter perdido a confiança do PSD, obteve um bom resultado ao conseguir o segundo lugar com 16,7% e 3 vereadores.
O Partido Social-Democrata, que apresentou Fernando Negrão como o seu candidato, foi o grande derrotado ao obter, até então, o seu pior resultado no concelho lisboeta, ao ficar-se pelos 15,9% dos votos.
Outra surpresa eleitoral foi o bom resultado da lista independente liderada por Helena Roseta, que conseguiu 10,3% e 2 vereadores.
Por fim, destacar a manutenção dos 2 vereadores pela Coligação Democrática Unitária e do único vereador do Bloco de Esquerda, bem como o fraco resultado do Partido Popular que ficou sem representação na vereação municipal.
Após as eleições, e pela primeira vez, o Partido Socialista fez um acordo de governo com o Bloco de Esquerda para a governação autárquica. Além deste acordo, o PS fez acordo com a lista de Helena Roseta para garantir a maioria na vereação municipal.

## Listas e Candidatos
| Lista | Lista                                           | Candidato                 |
| ----- | ----------------------------------------------- | ------------------------- |
|       | Partido Social Democrata                        | Fernando Negrão           |
|       | Partido Socialista                              | António Costa             |
|       | Coligação Democrática Unitária                  | Ruben de Carvalho         |
|       | Bloco de Esquerda                               | José Sá Fernandes         |
|       | Partido Popular                                 | Telmo Correia             |
|       | Partido Comunista dos Trabalhadores Portugueses | Garcia Pereira            |
|       | Partido Nacional Renovador                      | José Pinto Coelho         |
|       | Lisboa com Carmona                              | Carmona Rodrigues         |
|       | Cidadãos por Lisboa                             | Helena Roseta             |
|       | Partido da Nova Democracia                      | Manuel Monteiro           |
|       | Partido da Terra                                | Pedro Quartin Graça       |
|       | Partido Popular Monárquico                      | Gonçalo da Câmara Pereira |

## Resultados Oficiais

### Câmara Municipal
| Partido                 | Partido                        | Votos   | %               | +/-   | Vereadores | +/-     |
| ----------------------- | ------------------------------ | ------- | --------------- | ----- | ---------- | ------- |
|                         | Partido Socialista             | 57 907  | 29,54 / 100,00  | 2,98  | 6 / 17     | 1       |
|                         | Lisboa com Carmona             | 32 734  | 16,70 / 100,00  | Novo  | 3 / 17     | Novo    |
|                         | Partido Social Democrata       | 30 855  | 15,74 / 100,00  | 26,69 | 3 / 17     | 5       |
|                         | Cidadãos por Lisboa            | 20 006  | 10,21 / 100,00  | Novo  | 2 / 17     | Novo    |
|                         | Coligação Democrática Unitária | 18 681  | 9,53 / 100,00   | 1,89  | 2 / 17     | Estável |
|                         | Bloco de Esquerda              | 13 348  | 6,81 / 100,00   | 1,10  | 1 / 17     | Estável |
|                         | Partido Popular                | 7 258   | 3,70 / 100,00   | 2,22  | 0 / 17     | 1       |
|                         | PCTP/MRPP                      | 3 122   | 1,59 / 100,00   | 0,64  | 0 / 17     | Estável |
|                         | Partido Nacional Renovador     | 1 501   | 0,77 / 100,00   | 0,49  | 0 / 17     | Estável |
|                         | Partido da Nova Democracia     | 1 187   | 0,61 / 100,00   | Novo  | 0 / 17     | Novo    |
|                         | Partido da Terra               | 1 052   | 0,54 / 100,00   | -     | 0 / 17     | -       |
|                         | Partido Popular Monárquico     | 745     | 0,38 / 100,00   | -     | 0 / 17     | -       |
| Votos Inválidos         | Votos Inválidos                | 7 645   | 1,46 / 100,00   | 2,89  |            |         |
| Total                   | Total                          | 196 041 | 100,00 / 100,00 |       | 17 / 17    |         |
| Eleitorado/Participação | Eleitorado/Participação        | 524 248 | 37,39 / 100,00  | 15,26 |            |         |

## Resultados por Freguesia
| Freguesia                    | %     | %     | %     | %     | %     | %     | %     | %    | %    | %    | %    | %    | Votantes |
| Freguesia                    | PS    | LcC   | PSD   | CpL   | CDU   | BE    | CDS   | PCTP | PNR  | PND  | MPT  | PPM  | Votantes |
| ---------------------------- | ----- | ----- | ----- | ----- | ----- | ----- | ----- | ---- | ---- | ---- | ---- | ---- | -------- |
| Ajuda                        | 33,53 | 10,93 | 12,46 | 8,15  | 17,63 | 5,91  | 2,62  | 2,77 | 0,64 | 0,44 | 0,60 | 0,36 | 5 497    |
| Alcântara                    | 29,47 | 13,40 | 14,43 | 9,93  | 14,03 | 7,00  | 3,37  | 2,06 | 0,63 | 0,63 | 0,36 | 0,38 | 5 045    |
| Alto do Pina                 | 26,65 | 18,61 | 20,27 | 10,92 | 5,82  | 6,20  | 4,48  | 1,16 | 0,73 | 0,52 | 0,47 | 0,47 | 3 434    |
| Alvalade                     | 22,42 | 21,42 | 19,92 | 12,08 | 5,48  | 7,35  | 5,28  | 0,45 | 0,68 | 0,42 | 0,32 | 0,25 | 4 000    |
| Ameixoeira                   | 33,41 | 14,52 | 14,10 | 8,82  | 11,31 | 6,52  | 3,05  | 2,10 | 1,28 | 0,43 | 0,46 | 0,30 | 3 050    |
| Anjos                        | 27,82 | 16,44 | 18,38 | 9,92  | 7,92  | 7,00  | 3,84  | 1,70 | 0,80 | 0,74 | 0,71 | 0,51 | 3 357    |
| Beato                        | 31,94 | 14,10 | 13,98 | 8,18  | 13,70 | 6,23  | 3,16  | 2,53 | 0,58 | 0,67 | 0,60 | 0,30 | 4 305    |
| Benfica                      | 30,33 | 14,80 | 17,27 | 11,20 | 9,34  | 6,88  | 3,32  | 1,34 | 0,63 | 0,63 | 0,39 | 0,29 | 14 167   |
| Campo Grande                 | 28,93 | 18,63 | 15,85 | 10,55 | 8,77  | 7,23  | 3,95  | 1,06 | 0,82 | 0,56 | 0,50 | 0,37 | 3 774    |
| Campolide                    | 31,81 | 16,19 | 15,30 | 8,87  | 9,58  | 6,57  | 3,42  | 1,65 | 0,53 | 1,00 | 0,57 | 0,41 | 5 084    |
| Carnide                      | 27,20 | 17,00 | 12,59 | 10,17 | 13,74 | 6,76  | 3,01  | 2,74 | 0,72 | 0,70 | 0,53 | 0,50 | 5 988    |
| Castelo                      | 29,05 | 8,57  | 5,71  | 4,76  | 21,90 | 15,71 | 2,86  | 2,38 | 1,90 | 0,48 | 0,48 | 0,48 | 210      |
| Charneca                     | 36,74 | 14,86 | 13,76 | 3,60  | 12,65 | 4,59  | 3,42  | 2,50 | 1,22 | 0,58 | 0,52 | 0,70 | 1 723    |
| Coração de Jesus             | 27,01 | 17,13 | 18,20 | 11,68 | 8,26  | 7,84  | 3,95  | 1,32 | 0,84 | 0,78 | 0,60 | 0,30 | 1 670    |
| Encarnação                   | 37,29 | 10,83 | 13,28 | 9,61  | 9,00  | 6,81  | 4,80  | 1,40 | 0,70 | 0,87 | 0,44 | 1,05 | 1 145    |
| Graça                        | 30,87 | 14,00 | 16,43 | 8,87  | 10,94 | 8,42  | 2,43  | 1,94 | 1,04 | 0,86 | 0,68 | 0,41 | 2 222    |
| Lapa                         | 23,61 | 23,07 | 18,47 | 10,47 | 5,33  | 5,90  | 6,44  | 1,24 | 0,97 | 0,43 | 0,49 | 0,41 | 3 698    |
| Lumiar                       | 29,29 | 17,83 | 14,86 | 12,74 | 6,43  | 7,92  | 3,65  | 1,05 | 0,66 | 0,52 | 0,58 | 0,30 | 12 140   |
| Madalena                     | 32,37 | 17,92 | 9,25  | 6,94  | 15,03 | 8,09  | 4,05  | 2,89 | 0    | 0    | 0    | 0,58 | 173      |
| Mártires                     | 31,65 | 15,11 | 13,67 | 7,19  | 7,19  | 7,19  | 10,79 | 0    | 0,72 | 0    | 0    | 0,72 | 139      |
| Marvila                      | 32,64 | 17,72 | 9,93  | 7,05  | 14,45 | 5,65  | 2,23  | 2,93 | 0,98 | 0,58 | 0,83 | 0,48 | 10 904   |
| Mercês                       | 32,80 | 13,04 | 13,73 | 9,96  | 11,08 | 9,27  | 3,07  | 1,48 | 0,42 | 0,26 | 0,64 | 0,32 | 1 887    |
| Nossa Senhora de Fátima      | 26,45 | 18,97 | 18,39 | 10,54 | 6,45  | 6,91  | 5,09  | 1,04 | 0,76 | 0,59 | 0,51 | 0,44 | 6 616    |
| Pena                         | 30,59 | 15,35 | 16,24 | 9,01  | 8,54  | 7,17  | 3,68  | 2,31 | 0,59 | 0,89 | 0,89 | 0,53 | 1 687    |
| Penha de França              | 31,41 | 15,03 | 17,06 | 9,02  | 8,69  | 7,43  | 3,28  | 1,49 | 0,74 | 0,92 | 0,66 | 0,33 | 4 578    |
| Prazeres                     | 31,39 | 15,35 | 16,09 | 8,74  | 11,96 | 4,87  | 4,35  | 2,26 | 0,52 | 0,52 | 0,26 | 0,35 | 2 300    |
| Sacramento                   | 24,26 | 15,36 | 13,48 | 12,94 | 9,43  | 11,59 | 3,23  | 0,81 | 1,08 | 0,27 | 1,08 | 1,89 | 371      |
| Santa Catarina               | 37,79 | 13,36 | 13,09 | 9,58  | 7,88  | 8,08  | 2,80  | 0,91 | 0,39 | 0,52 | 0,46 | 0,65 | 1 535    |
| Santa Engrácia               | 29,42 | 20,90 | 15,46 | 7,68  | 9,43  | 6,02  | 2,88  | 1,92 | 0,75 | 1,01 | 0,43 | 0,16 | 1 876    |
| Santa Isabel                 | 25,57 | 20,29 | 16,68 | 12,20 | 6,96  | 6,78  | 5,14  | 0,91 | 1,02 | 0,44 | 0,47 | 0,36 | 2 745    |
| Santa Justa                  | 31,60 | 20,75 | 11,79 | 5,66  | 12,74 | 5,19  | 5,19  | 0,47 | 0,94 | 0,94 | 0,47 | 0,47 | 212      |
| Santa Maria de Belém         | 29,13 | 17,54 | 15,59 | 11,94 | 7,52  | 6,59  | 4,83  | 1,12 | 0,58 | 0,58 | 0,45 | 0,77 | 3 124    |
| Santa Maria dos Olivais      | 33,56 | 13,59 | 14,65 | 10,00 | 10,48 | 6,32  | 2,53  | 1,89 | 0,99 | 0,62 | 0,57 | 0,28 | 16 384   |
| Santiago                     | 29,19 | 15,41 | 16,22 | 7,57  | 14,59 | 6,49  | 2,70  | 0,81 | 0,81 | 0,81 | 1,08 | 0,81 | 370      |
| Santo Condestável            | 29,58 | 15,34 | 16,05 | 9,94  | 9,96  | 7,23  | 3,27  | 1,80 | 0,91 | 0,59 | 0,55 | 0,32 | 6 237    |
| Santo Estêvão                | 28,89 | 13,91 | 11,18 | 6,54  | 20,45 | 7,13  | 1,90  | 3,09 | 0,71 | 0,12 | 0,71 | 0,71 | 841      |
| Santos-o-Velho               | 31,75 | 18,12 | 13,75 | 7,01  | 11,18 | 6,36  | 3,92  | 1,41 | 0,45 | 0,71 | 0,84 | 0,64 | 1 556    |
| São Cristóvão e São Lourenço | 33,82 | 17,00 | 16,09 | 5,67  | 9,14  | 4,75  | 3,84  | 2,74 | 0,73 | 0,73 | 0,37 | 0,18 | 547      |
| São Domingos de Benfica      | 28,89 | 16,22 | 18,46 | 12,80 | 7,08  | 6,76  | 3,66  | 0,84 | 0,67 | 0,66 | 0,46 | 0,28 | 12 006   |
| São Francisco Xavier         | 22,86 | 22,15 | 19,90 | 12,25 | 4,71  | 5,61  | 6,55  | 0,48 | 0,64 | 0,68 | 0,39 | 0,42 | 3 101    |
| São João                     | 30,85 | 14,75 | 15,67 | 8,90  | 10,85 | 7,48  | 3,11  | 1,71 | 0,83 | 0,69 | 0,55 | 0,24 | 5 079    |
| São João de Brito            | 23,22 | 20,54 | 21,26 | 11,14 | 6,30  | 6,21  | 5,09  | 0,81 | 0,83 | 0,50 | 0,46 | 0,31 | 5 189    |
| São João de Deus             | 23,10 | 22,23 | 17,57 | 13,20 | 4,85  | 7,65  | 5,16  | 1,02 | 0,86 | 0,42 | 0,52 | 0,31 | 4 787    |
| São Jorge de Arroios         | 26,35 | 17,28 | 17,57 | 11,47 | 8,24  | 7,92  | 4,22  | 1,05 | 0,74 | 0,71 | 0,46 | 0,44 | 6 581    |
| São José                     | 30,76 | 14,41 | 14,07 | 10,76 | 10,51 | 7,29  | 4,32  | 1,69 | 0,34 | 0,42 | 0,34 | 0,59 | 1 180    |
| São Mamede                   | 27,92 | 19,69 | 17,86 | 11,07 | 5,25  | 6,70  | 5,03  | 0,70 | 0,66 | 0,35 | 0,39 | 0,57 | 2 285    |
| São Miguel                   | 36,02 | 19,41 | 8,39  | 5,12  | 17,39 | 4,50  | 1,71  | 2,48 | 0,93 | 0,47 | 0,16 | 0,16 | 644      |
| São Nicolau                  | 26,27 | 21,63 | 13,91 | 12,14 | 7,28  | 7,06  | 1,99  | 1,32 | 0,88 | 0,22 | 0,66 | 0,22 | 453      |
| São Paulo                    | 34,68 | 13,57 | 12,47 | 9,96  | 11,38 | 7,99  | 2,84  | 2,19 | 0,33 | 0,66 | 0,44 | 0,77 | 914      |
| São Sebastião da Pedreira    | 23,26 | 23,03 | 17,15 | 12,33 | 3,78  | 7,45  | 7,29  | 0,50 | 0,60 | 0,57 | 0,50 | 0,20 | 2 992    |
| São Vicente de Fora          | 34,49 | 10,40 | 12,71 | 6,93  | 16,83 | 6,02  | 4,21  | 2,81 | 0,41 | 0,33 | 0,33 | 0,08 | 1 212    |
| Sé                           | 24,12 | 18,92 | 12,68 | 12,47 | 11,43 | 7,48  | 4,37  | 1,66 | 1,25 | 0,21 | 0,62 | 0,42 | 481      |
| Socorro                      | 30,26 | 17,51 | 16,99 | 3,83  | 11,71 | 7,15  | 2,38  | 2,80 | 1,04 | 0,93 | 0,41 | 0,62 | 965      |
| Lisboa                       | 29,49 | 16,65 | 15,85 | 10,26 | 9,48  | 6,82  | 3,72  | 1,58 | 0,76 | 0,61 | 0,53 | 0,38 | 192 460  |

#### Ajuda
| Partido                 | Partido                                         | Votos  | %               | +/-   |
| ----------------------- | ----------------------------------------------- | ------ | --------------- | ----- |
|                         | Partido Socialista                              | 1 843  | 33,53 / 100,00  | 1,92  |
|                         | Coligação Democrática Unitária                  | 969    | 17,63 / 100,00  | 3,78  |
|                         | Partido Social Democrata                        | 685    | 12,46 / 100,00  | 17,58 |
|                         | Lisboa com Carmona                              | 601    | 10,93 / 100,00  | Novo  |
|                         | Cidadãos por Lisboa                             | 448    | 8,15 / 100,00   | Novo  |
|                         | Bloco de Esquerda                               | 325    | 5,91 / 100,00   | 1,73  |
|                         | Partido Comunista dos Trabalhadores Portugueses | 152    | 2,77 / 100,00   | 1,54  |
|                         | Partido Popular                                 | 144    | 2,62 / 100,00   | 0,32  |
|                         | Partido Nacional Renovador                      | 35     | 0,64 / 100,00   | 0,35  |
|                         | Partido da Terra                                | 33     | 0,60 / 100,00   | -     |
|                         | Partido da Nova Democracia                      | 24     | 0,44 / 100,00   | Novo  |
|                         | Partido Popular Monárquico                      | 20     | 0,36 / 100,00   | -     |
| Votos Inválidos         | Votos Inválidos                                 | 218    | 3,96 / 100,00   | 0,69  |
| Total                   | Total                                           | 5 497  | 100,00 / 100,00 |       |
| Eleitorado/Participação | Eleitorado/Participação                         | 16 270 | 33,79 / 100,00  | 17,66 |

#### Alcântara
| Partido                 | Partido                                         | Votos  | %               | +/-   |
| ----------------------- | ----------------------------------------------- | ------ | --------------- | ----- |
|                         | Partido Socialista                              | 1 487  | 29,47 / 100,00  | 2,07  |
|                         | Partido Social Democrata                        | 728    | 14,43 / 100,00  | 21,31 |
|                         | Coligação Democrática Unitária                  | 708    | 14,03 / 100,00  | 3,64  |
|                         | Lisboa com Carmona                              | 676    | 13,40 / 100,00  | Novo  |
|                         | Cidadãos por Lisboa                             | 501    | 9,93 / 100,00   | Novo  |
|                         | Bloco de Esquerda                               | 353    | 7,00 / 100,00   | 1,29  |
|                         | Partido Popular                                 | 170    | 3,37 / 100,00   | 1,19  |
|                         | Partido Comunista dos Trabalhadores Portugueses | 104    | 2,06 / 100,00   | 0,89  |
|                         | Partido Nacional Renovador                      | 32     | 0,63 / 100,00   | 0,41  |
|                         | Partido da Nova Democracia                      | 32     | 0,63 / 100,00   | Novo  |
|                         | Partido da Terra                                | 19     | 0,38 / 100,00   | -     |
|                         | Partido Popular Monárquico                      | 18     | 0,36 / 100,00   | -     |
| Votos Inválidos         | Votos Inválidos                                 | 217    | 4,30 / 100,00   | 0,39  |
| Total                   | Total                                           | 5 045  | 100,00 / 100,00 |       |
| Eleitorado/Participação | Eleitorado/Participação                         | 14 510 | 34,77 / 100,00  | 16,48 |

#### Alto do Pina
| Partido                 | Partido                                         | Votos  | %               | +/-   |
| ----------------------- | ----------------------------------------------- | ------ | --------------- | ----- |
|                         | Partido Socialista                              | 915    | 26,65 / 100,00  | 5,37  |
|                         | Partido Social Democrata                        | 696    | 20,27 / 100,00  | 32,24 |
|                         | Lisboa com Carmona                              | 639    | 18,61 / 100,00  | Novo  |
|                         | Cidadãos por Lisboa                             | 375    | 10,92 / 100,00  | Novo  |
|                         | Bloco de Esquerda                               | 213    | 6,20 / 100,00   | 1,12  |
|                         | Coligação Democrática Unitária                  | 200    | 5,82 / 100,00   | 1,46  |
|                         | Partido Popular                                 | 154    | 4,48 / 100,00   | 2,31  |
|                         | Partido Comunista dos Trabalhadores Portugueses | 40     | 1,16 / 100,00   | 0,44  |
|                         | Partido Nacional Renovador                      | 25     | 0,73 / 100,00   | 0,53  |
|                         | Partido da Nova Democracia                      | 18     | 0,52 / 100,00   | Novo  |
|                         | Partido da Terra                                | 16     | 0,47 / 100,00   | -     |
|                         | Partido Popular Monárquico                      | 16     | 0,47 / 100,00   | -     |
| Votos Inválidos         | Votos Inválidos                                 | 127    | 3,70 / 100,00   | 0,11  |
| Total                   | Total                                           | 3 434  | 100,00 / 100,00 |       |
| Eleitorado/Participação | Eleitorado/Participação                         | 10 371 | 33,11 / 100,00  | 15,56 |

#### Alvalade
| Partido                 | Partido                                         | Votos | %               | +/-   |
| ----------------------- | ----------------------------------------------- | ----- | --------------- | ----- |
|                         | Partido Socialista                              | 897   | 22,42 / 100,00  | 5,23  |
|                         | Lisboa com Carmona                              | 857   | 21,42 / 100,00  | Novo  |
|                         | Partido Social Democrata                        | 797   | 19,92 / 100,00  | 36,80 |
|                         | Cidadãos por Lisboa                             | 483   | 12,08 / 100,00  | Novo  |
|                         | Bloco de Esquerda                               | 294   | 7,35 / 100,00   | 0,15  |
|                         | Coligação Democrática Unitária                  | 219   | 5,48 / 100,00   | 1,05  |
|                         | Partido Popular                                 | 211   | 5,28 / 100,00   | 2,97  |
|                         | Partido Nacional Renovador                      | 27    | 0,68 / 100,00   | 0,47  |
|                         | Partido Comunista dos Trabalhadores Portugueses | 18    | 0,45 / 100,00   | 0,22  |
|                         | Partido da Nova Democracia                      | 17    | 0,42 / 100,00   | Novo  |
|                         | Partido da Terra                                | 13    | 0,32 / 100,00   | -     |
|                         | Partido Popular Monárquico                      | 10    | 0,25 / 100,00   | -     |
| Votos Inválidos         | Votos Inválidos                                 | 157   | 3,92 / 100,00   | 0,65  |
| Total                   | Total                                           | 4 000 | 100,00 / 100,00 |       |
| Eleitorado/Participação | Eleitorado/Participação                         | 9 481 | 42,19 / 100,00  | 15,94 |

#### Ameixeioira
| Partido                 | Partido                                         | Votos | %               | +/-   |
| ----------------------- | ----------------------------------------------- | ----- | --------------- | ----- |
|                         | Partido Socialista                              | 1 019 | 33,41 / 100,00  | 2,71  |
|                         | Lisboa com Carmona                              | 443   | 14,52 / 100,00  | Novo  |
|                         | Partido Social Democrata                        | 430   | 14,10 / 100,00  | 22,43 |
|                         | Coligação Democrática Unitária                  | 345   | 11,31 / 100,00  | 2,15  |
|                         | Cidadãos por Lisboa                             | 269   | 8,82 / 100,00   | Novo  |
|                         | Bloco de Esquerda                               | 199   | 6,52 / 100,00   | 1,76  |
|                         | Partido Popular                                 | 93    | 3,05 / 100,00   | 1,18  |
|                         | Partido Comunista dos Trabalhadores Portugueses | 64    | 2,10 / 100,00   | 0,75  |
|                         | Partido Nacional Renovador                      | 39    | 1,28 / 100,00   | 0,84  |
|                         | Partido da Terra                                | 14    | 0,46 / 100,00   | -     |
|                         | Partido da Nova Democracia                      | 13    | 0,43 / 100,00   | Novo  |
|                         | Partido Popular Monárquico                      | 9     | 0,30 / 100,00   | -     |
| Votos Inválidos         | Votos Inválidos                                 | 113   | 3,71 / 100,00   | 1,16  |
| Total                   | Total                                           | 3 050 | 100,00 / 100,00 |       |
| Eleitorado/Participação | Eleitorado/Participação                         | 9 478 | 32,18 / 100,00  | 19,46 |

#### Anjos
| Partido                 | Partido                                         | Votos | %               | +/-   |
| ----------------------- | ----------------------------------------------- | ----- | --------------- | ----- |
|                         | Partido Socialista                              | 934   | 27,82 / 100,00  | 2,72  |
|                         | Partido Social Democrata                        | 617   | 18,38 / 100,00  | 27,30 |
|                         | Lisboa com Carmona                              | 552   | 16,44 / 100,00  | Novo  |
|                         | Cidadãos por Lisboa                             | 333   | 9,92 / 100,00   | Novo  |
|                         | Coligação Democrática Unitária                  | 266   | 7,92 / 100,00   | 1,17  |
|                         | Bloco de Esquerda                               | 235   | 7,00 / 100,00   | 0,73  |
|                         | Partido Popular                                 | 129   | 3,84 / 100,00   | 2,49  |
|                         | Partido Comunista dos Trabalhadores Portugueses | 57    | 1,70 / 100,00   | 0,89  |
|                         | Partido Nacional Renovador                      | 27    | 0,80 / 100,00   | 0,44  |
|                         | Partido da Nova Democracia                      | 25    | 0,74 / 100,00   | Novo  |
|                         | Partido da Terra                                | 24    | 0,71 / 100,00   | -     |
|                         | Partido Popular Monárquico                      | 17    | 0,51 / 100,00   | -     |
| Votos Inválidos         | Votos Inválidos                                 | 141   | 4,20 / 100,00   | 0,61  |
| Total                   | Total                                           | 3 357 | 100,00 / 100,00 |       |
| Eleitorado/Participação | Eleitorado/Participação                         | 9 519 | 35,27 / 100,00  | 14,67 |

#### Beato
| Partido                 | Partido                                         | Votos  | %               | +/-   |
| ----------------------- | ----------------------------------------------- | ------ | --------------- | ----- |
|                         | Partido Socialista                              | 1 375  | 31,94 / 100,00  | 1,10  |
|                         | Lisboa com Carmona                              | 607    | 14,10 / 100,00  | Novo  |
|                         | Partido Social Democrata                        | 602    | 13,98 / 100,00  | 18,92 |
|                         | Coligação Democrática Unitária                  | 590    | 13,70 / 100,00  | 3,22  |
|                         | Cidadãos por Lisboa                             | 352    | 8,18 / 100,00   | Novo  |
|                         | Bloco de Esquerda                               | 268    | 6,23 / 100,00   | 1,81  |
|                         | Partido Popular                                 | 136    | 3,16 / 100,00   | 0,74  |
|                         | Partido Comunista dos Trabalhadores Portugueses | 109    | 2,53 / 100,00   | 0,64  |
|                         | Partido da Nova Democracia                      | 29     | 0,67 / 100,00   | Novo  |
|                         | Partido da Terra                                | 26     | 0,60 / 100,00   | -     |
|                         | Partido Nacional Renovador                      | 25     | 0,58 / 100,00   | 0,26  |
|                         | Partido Popular Monárquico                      | 13     | 0,30 / 100,00   | -     |
| Votos Inválidos         | Votos Inválidos                                 | 173    | 4,02 / 100,00   | 0,90  |
| Total                   | Total                                           | 4 305  | 100,00 / 100,00 |       |
| Eleitorado/Participação | Eleitorado/Participação                         | 12 203 | 35,28 / 100,00  | 17,27 |

#### Benfica
| Partido                 | Partido                                         | Votos  | %               | +/-   |
| ----------------------- | ----------------------------------------------- | ------ | --------------- | ----- |
|                         | Partido Socialista                              | 4 297  | 30,33 / 100,00  | 3,25  |
|                         | Partido Social Democrata                        | 2 446  | 17,27 / 100,00  | 25,71 |
|                         | Lisboa com Carmona                              | 2 097  | 14,80 / 100,00  | Novo  |
|                         | Cidadãos por Lisboa                             | 1 587  | 11,20 / 100,00  | Novo  |
|                         | Coligação Democrática Unitária                  | 1 323  | 9,34 / 100,00   | 1,50  |
|                         | Bloco de Esquerda                               | 974    | 6,88 / 100,00   | 1,61  |
|                         | Partido Popular                                 | 470    | 3,32 / 100,00   | 1,56  |
|                         | Partido Comunista dos Trabalhadores Portugueses | 190    | 1,34 / 100,00   | 0,60  |
|                         | Partido Nacional Renovador                      | 89     | 0,63 / 100,00   | 0,42  |
|                         | Partido da Nova Democracia                      | 89     | 0,63 / 100,00   | Novo  |
|                         | Partido da Terra                                | 55     | 0,39 / 100,00   | -     |
|                         | Partido Popular Monárquico                      | 41     | 0,29 / 100,00   | -     |
| Votos Inválidos         | Votos Inválidos                                 | 509    | 3,59 / 100,00   | 1,01  |
| Total                   | Total                                           | 14 167 | 100,00 / 100,00 |       |
| Eleitorado/Participação | Eleitorado/Participação                         | 37 571 | 37,71 / 100,00  | 17,22 |

#### Campo Grande
| Partido                 | Partido                                         | Votos | %               | +/-   |
| ----------------------- | ----------------------------------------------- | ----- | --------------- | ----- |
|                         | Partido Socialista                              | 1 092 | 28,93 / 100,00  | 3,93  |
|                         | Lisboa com Carmona                              | 703   | 18,63 / 100,00  | Novo  |
|                         | Partido Social Democrata                        | 598   | 15,85 / 100,00  | 29,34 |
|                         | Cidadãos por Lisboa                             | 398   | 10,55 / 100,00  | Novo  |
|                         | Coligação Democrática Unitária                  | 331   | 8,77 / 100,00   | 1,17  |
|                         | Bloco de Esquerda                               | 273   | 7,23 / 100,00   | 0,23  |
|                         | Partido Popular                                 | 149   | 3,95 / 100,00   | 3,27  |
|                         | Partido Comunista dos Trabalhadores Portugueses | 40    | 1,06 / 100,00   | 0,55  |
|                         | Partido Nacional Renovador                      | 31    | 0,82 / 100,00   | 0,60  |
|                         | Partido da Nova Democracia                      | 21    | 0,56 / 100,00   | Novo  |
|                         | Partido da Terra                                | 19    | 0,50 / 100,00   | -     |
|                         | Partido Popular Monárquico                      | 14    | 0,37 / 100,00   | -     |
| Votos Inválidos         | Votos Inválidos                                 | 105   | 2,78 / 100,00   | 1,43  |
| Total                   | Total                                           | 3 774 | 100,00 / 100,00 |       |
| Eleitorado/Participação | Eleitorado/Participação                         | 9 765 | 38,65 / 100,00  | 16,18 |

#### Campolide
| Partido                 | Partido                                         | Votos  | %               | +/-   |
| ----------------------- | ----------------------------------------------- | ------ | --------------- | ----- |
|                         | Partido Socialista                              | 1 617  | 31,81 / 100,00  | 2,14  |
|                         | Lisboa com Carmona                              | 823    | 16,19 / 100,00  | Novo  |
|                         | Partido Social Democrata                        | 778    | 15,30 / 100,00  | 23,62 |
|                         | Coligação Democrática Unitária                  | 487    | 9,58 / 100,00   | 2,67  |
|                         | Cidadãos por Lisboa                             | 451    | 8,87 / 100,00   | Novo  |
|                         | Bloco de Esquerda                               | 334    | 6,57 / 100,00   | 1,49  |
|                         | Partido Popular                                 | 174    | 3,42 / 100,00   | 1,86  |
|                         | Partido Comunista dos Trabalhadores Portugueses | 84     | 1,65 / 100,00   | 0,50  |
|                         | Partido da Nova Democracia                      | 51     | 1,00 / 100,00   | Novo  |
|                         | Partido da Terra                                | 29     | 0,57 / 100,00   | -     |
|                         | Partido Nacional Renovador                      | 27     | 0,53 / 100,00   | 0,27  |
|                         | Partido Popular Monárquico                      | 21     | 0,41 / 100,00   | -     |
| Votos Inválidos         | Votos Inválidos                                 | 208    | 4,10 / 100,00   | 0,06  |
| Total                   | Total                                           | 5 084  | 100,00 / 100,00 |       |
| Eleitorado/Participação | Eleitorado/Participação                         | 14 894 | 34,13 / 100,00  | 15,28 |

#### Carnide
| Partido                 | Partido                                         | Votos  | %               | +/-   |
| ----------------------- | ----------------------------------------------- | ------ | --------------- | ----- |
|                         | Partido Socialista                              | 1 629  | 27,20 / 100,00  | 0,25  |
|                         | Lisboa com Carmona                              | 1 018  | 17,00 / 100,00  | Novo  |
|                         | Coligação Democrática Unitária                  | 823    | 13,74 / 100,00  | 1,10  |
|                         | Partido Social Democrata                        | 754    | 12,59 / 100,00  | 24,73 |
|                         | Cidadãos por Lisboa                             | 609    | 10,17 / 100,00  | Novo  |
|                         | Bloco de Esquerda                               | 405    | 6,76 / 100,00   | 0,98  |
|                         | Partido Popular                                 | 180    | 3,01 / 100,00   | 2,73  |
|                         | Partido Comunista dos Trabalhadores Portugueses | 164    | 2,74 / 100,00   | 1,57  |
|                         | Partido Nacional Renovador                      | 43     | 0,72 / 100,00   | 0,39  |
|                         | Partido da Nova Democracia                      | 42     | 0,70 / 100,00   | Novo  |
|                         | Partido da Terra                                | 32     | 0,53 / 100,00   | -     |
|                         | Partido Popular Monárquico                      | 30     | 0,50 / 100,00   | -     |
| Votos Inválidos         | Votos Inválidos                                 | 259    | 4,33 / 100,00   | 1,24  |
| Total                   | Total                                           | 5 988  | 100,00 / 100,00 |       |
| Eleitorado/Participação | Eleitorado/Participação                         | 14 696 | 40,75 / 100,00  | 18,20 |

#### Castelo
| Partido                 | Partido                                         | Votos | %               | +/-   |
| ----------------------- | ----------------------------------------------- | ----- | --------------- | ----- |
|                         | Partido Socialista                              | 61    | 29,05 / 100,00  | 2,00  |
|                         | Coligação Democrática Unitária                  | 46    | 21,90 / 100,00  | 10,01 |
|                         | Bloco de Esquerda                               | 33    | 15,71 / 100,00  | 0,21  |
|                         | Lisboa com Carmona                              | 18    | 8,57 / 100,00   | Novo  |
|                         | Partido Social Democrata                        | 12    | 5,71 / 100,00   | 12,22 |
|                         | Cidadãos por Lisboa                             | 10    | 4,76 / 100,00   | Novo  |
|                         | Partido Popular                                 | 6     | 2,86 / 100,00   | 0,73  |
|                         | Partido Comunista dos Trabalhadores Portugueses | 5     | 2,38 / 100,00   | 1,47  |
|                         | Partido Nacional Renovador                      | 4     | 1,90 / 100,00   | 1,60  |
|                         | Partido da Nova Democracia                      | 1     | 0,48 / 100,00   | Novo  |
|                         | Partido da Terra                                | 1     | 0,48 / 100,00   | -     |
|                         | Partido Popular Monárquico                      | 1     | 0,48 / 100,00   | -     |
| Votos Inválidos         | Votos Inválidos                                 | 12    | 5,71 / 100,00   | 1,45  |
| Total                   | Total                                           | 210   | 100,00 / 100,00 |       |
| Eleitorado/Participação | Eleitorado/Participação                         | 511   | 41,10 / 100,00  | 19,05 |

#### Charneca
| Partido                 | Partido                                         | Votos | %               | +/-   |
| ----------------------- | ----------------------------------------------- | ----- | --------------- | ----- |
|                         | Partido Socialista                              | 633   | 36,74 / 100,00  | 1,07  |
|                         | Lisboa com Carmona                              | 256   | 14,86 / 100,00  | Novo  |
|                         | Partido Social Democrata                        | 237   | 13,76 / 100,00  | 16,14 |
|                         | Coligação Democrática Unitária                  | 218   | 12,65 / 100,00  | 2,66  |
|                         | Bloco de Esquerda                               | 79    | 4,59 / 100,00   | 1,36  |
|                         | Cidadãos por Lisboa                             | 62    | 3,60 / 100,00   | Novo  |
|                         | Partido Popular                                 | 59    | 3,42 / 100,00   | 0,39  |
|                         | Partido Comunista dos Trabalhadores Portugueses | 43    | 2,50 / 100,00   | 0,76  |
|                         | Partido Nacional Renovador                      | 21    | 1,22 / 100,00   | 0,69  |
|                         | Partido Popular Monárquico                      | 12    | 0,70 / 100,00   | -     |
|                         | Partido da Nova Democracia                      | 10    | 0,58 / 100,00   | Novo  |
|                         | Partido da Terra                                | 9     | 0,52 / 100,00   | -     |
| Votos Inválidos         | Votos Inválidos                                 | 84    | 4,88 / 100,00   | 0,53  |
| Total                   | Total                                           | 1 723 | 100,00 / 100,00 |       |
| Eleitorado/Participação | Eleitorado/Participação                         | 6 590 | 26,15 / 100,00  | 16,19 |

#### Coração de Jesus
| Partido                 | Partido                                         | Votos | %               | +/-   |
| ----------------------- | ----------------------------------------------- | ----- | --------------- | ----- |
|                         | Partido Socialista                              | 451   | 27,01 / 100,00  | 3,28  |
|                         | Partido Social Democrata                        | 304   | 18,20 / 100,00  | 28,17 |
|                         | Lisboa com Carmona                              | 286   | 17,13 / 100,00  | Novo  |
|                         | Cidadãos por Lisboa                             | 195   | 11,68 / 100,00  | Novo  |
|                         | Coligação Democrática Unitária                  | 138   | 8,26 / 100,00   | 0,44  |
|                         | Bloco de Esquerda                               | 131   | 7,84 / 100,00   | 2,30  |
|                         | Partido Popular                                 | 66    | 3,95 / 100,00   | 3,18  |
|                         | Partido Comunista dos Trabalhadores Portugueses | 22    | 1,32 / 100,00   | 0,88  |
|                         | Partido Nacional Renovador                      | 14    | 0,84 / 100,00   | 0,56  |
|                         | Partido da Nova Democracia                      | 13    | 0,78 / 100,00   | Novo  |
|                         | Partido da Terra                                | 10    | 0,60 / 100,00   | -     |
|                         | Partido Popular Monárquico                      | 5     | 0,30 / 100,00   | -     |
| Votos Inválidos         | Votos Inválidos                                 | 35    | 2,10 / 100,00   | 1,95  |
| Total                   | Total                                           | 1 670 | 100,00 / 100,00 |       |
| Eleitorado/Participação | Eleitorado/Participação                         | 4 873 | 34,27 / 100,00  | 14,75 |

#### Encarnação
| Partido                 | Partido                                         | Votos | %               | +/-   |
| ----------------------- | ----------------------------------------------- | ----- | --------------- | ----- |
|                         | Partido Socialista                              | 427   | 37,29 / 100,00  | 8,17  |
|                         | Partido Social Democrata                        | 152   | 13,28 / 100,00  | 25,74 |
|                         | Lisboa com Carmona                              | 124   | 10,83 / 100,00  | Novo  |
|                         | Cidadãos por Lisboa                             | 110   | 9,61 / 100,00   | Novo  |
|                         | Coligação Democrática Unitária                  | 103   | 9,00 / 100,00   | 2,22  |
|                         | Bloco de Esquerda                               | 78    | 6,81 / 100,00   | 2,50  |
|                         | Partido Popular                                 | 55    | 4,80 / 100,00   | 0,51  |
|                         | Partido Comunista dos Trabalhadores Portugueses | 16    | 1,40 / 100,00   | 0,15  |
|                         | Partido Popular Monárquico                      | 12    | 1,05 / 100,00   | -     |
|                         | Partido da Nova Democracia                      | 10    | 0,87 / 100,00   | Novo  |
|                         | Partido Nacional Renovador                      | 8     | 0,70 / 100,00   | 0,16  |
|                         | Partido da Terra                                | 5     | 0,44 / 100,00   | -     |
| Votos Inválidos         | Votos Inválidos                                 | 45    | 3,93 / 100,00   | 0,01  |
| Total                   | Total                                           | 1 145 | 100,00 / 100,00 |       |
| Eleitorado/Participação | Eleitorado/Participação                         | 3 344 | 34,24 / 100,00  | 14,02 |

#### Graça
| Partido                 | Partido                                         | Votos | %               | +/-   |
| ----------------------- | ----------------------------------------------- | ----- | --------------- | ----- |
|                         | Partido Socialista                              | 686   | 30,87 / 100,00  | 1,20  |
|                         | Partido Social Democrata                        | 365   | 16,43 / 100,00  | 23,58 |
|                         | Lisboa com Carmona                              | 311   | 14,00 / 100,00  | Novo  |
|                         | Coligação Democrática Unitária                  | 243   | 10,94 / 100,00  | 1,11  |
|                         | Cidadãos por Lisboa                             | 197   | 8,87 / 100,00   | Novo  |
|                         | Bloco de Esquerda                               | 187   | 8,42 / 100,00   | 0,88  |
|                         | Partido Popular                                 | 54    | 2,43 / 100,00   | 0,56  |
|                         | Partido Comunista dos Trabalhadores Portugueses | 43    | 1,94 / 100,00   | 1,03  |
|                         | Partido Nacional Renovador                      | 23    | 1,04 / 100,00   | 0,64  |
|                         | Partido da Nova Democracia                      | 19    | 0,86 / 100,00   | Novo  |
|                         | Partido da Terra                                | 15    | 0,68 / 100,00   | -     |
|                         | Partido Popular Monárquico                      | 9     | 0,41 / 100,00   | -     |
| Votos Inválidos         | Votos Inválidos                                 | 70    | 3,15 / 100,00   | 1,27  |
| Total                   | Total                                           | 2 222 | 100,00 / 100,00 |       |
| Eleitorado/Participação | Eleitorado/Participação                         | 5 943 | 37,39 / 100,00  | 14,99 |

#### Lapa
| Partido                 | Partido                                         | Votos | %               | +/-   |
| ----------------------- | ----------------------------------------------- | ----- | --------------- | ----- |
|                         | Partido Socialista                              | 873   | 23,61 / 100,00  | 5,56  |
|                         | Lisboa com Carmona                              | 853   | 23,07 / 100,00  | Novo  |
|                         | Partido Social Democrata                        | 683   | 18,47 / 100,00  | 34,55 |
|                         | Cidadãos por Lisboa                             | 387   | 10,47 / 100,00  | Novo  |
|                         | Partido Popular                                 | 238   | 6,44 / 100,00   | 4,56  |
|                         | Bloco de Esquerda                               | 218   | 5,90 / 100,00   | 1,17  |
|                         | Coligação Democrática Unitária                  | 197   | 5,33 / 100,00   | 1,19  |
|                         | Partido Comunista dos Trabalhadores Portugueses | 46    | 1,24 / 100,00   | 0,79  |
|                         | Partido Nacional Renovador                      | 36    | 0,97 / 100,00   | 0,62  |
|                         | Partido da Terra                                | 18    | 0,49 / 100,00   | -     |
|                         | Partido da Nova Democracia                      | 16    | 0,43 / 100,00   | Novo  |
|                         | Partido Popular Monárquico                      | 15    | 0,41 / 100,00   | -     |
| Votos Inválidos         | Votos Inválidos                                 | 118   | 3,19 / 100,00   | 0,27  |
| Total                   | Total                                           | 3 698 | 100,00 / 100,00 |       |
| Eleitorado/Participação | Eleitorado/Participação                         | 9 323 | 39,67 / 100,00  | 10,93 |

#### Lumiar
| Partido                 | Partido                                         | Votos  | %               | +/-   |
| ----------------------- | ----------------------------------------------- | ------ | --------------- | ----- |
|                         | Partido Socialista                              | 3 556  | 29,29 / 100,00  | 5,40  |
|                         | Lisboa com Carmona                              | 2 164  | 17,83 / 100,00  | Novo  |
|                         | Partido Social Democrata                        | 1 804  | 14,86 / 100,00  | 32,07 |
|                         | Cidadãos por Lisboa                             | 1 547  | 12,74 / 100,00  | Novo  |
|                         | Bloco de Esquerda                               | 961    | 7,92 / 100,00   | 0,26  |
|                         | Coligação Democrática Unitária                  | 780    | 6,43 / 100,00   | 1,63  |
|                         | Partido Popular                                 | 443    | 3,65 / 100,00   | 3,89  |
|                         | Partido Comunista dos Trabalhadores Portugueses | 128    | 1,05 / 100,00   | 0,47  |
|                         | Partido Nacional Renovador                      | 80     | 0,66 / 100,00   | 0,43  |
|                         | Partido da Terra                                | 71     | 0,58 / 100,00   | -     |
|                         | Partido da Nova Democracia                      | 63     | 0,52 / 100,00   | Novo  |
|                         | Partido Popular Monárquico                      | 36     | 0,30 / 100,00   | -     |
| Votos Inválidos         | Votos Inválidos                                 | 507    | 4,17 / 100,00   | 0,27  |
| Total                   | Total                                           | 12 140 | 100,00 / 100,00 |       |
| Eleitorado/Participação | Eleitorado/Participação                         | 30 990 | 39,17 / 100,00  | 17,09 |

#### Madalena
| Partido                 | Partido                                         | Votos | %               | +/-     |
| ----------------------- | ----------------------------------------------- | ----- | --------------- | ------- |
|                         | Partido Socialista                              | 56    | 32,37 / 100,00  | 2,81    |
|                         | Lisboa com Carmona                              | 31    | 17,92 / 100,00  | Novo    |
|                         | Coligação Democrática Unitária                  | 26    | 15,03 / 100,00  | 5,66    |
|                         | Partido Social Democrata                        | 16    | 9,25 / 100,00   | 18,83   |
|                         | Bloco de Esquerda                               | 14    | 8,09 / 100,00   | 0,78    |
|                         | Cidadãos por Lisboa                             | 12    | 6,94 / 100,00   | Novo    |
|                         | Partido Popular                                 | 7     | 4,05 / 100,00   | 3,83    |
|                         | Partido Comunista dos Trabalhadores Portugueses | 5     | 2,89 / 100,00   | 1,90    |
|                         | Partido Popular Monárquico                      | 1     | 0,58 / 100,00   | -       |
|                         | Partido Nacional Renovador                      | 0     | 0,00 / 100,00   | Estável |
|                         | Partido da Terra                                | 0     | 0,00 / 100,00   | -       |
|                         | Partido da Nova Democracia                      | 0     | 0,00 / 100,00   | Novo    |
| Votos Inválidos         | Votos Inválidos                                 | 5     | 2,89 / 100,00   | 1,05    |
| Total                   | Total                                           | 173   | 100,00 / 100,00 |         |
| Eleitorado/Participação | Eleitorado/Participação                         | 396   | 43,69 / 100,00  | 6,19    |

#### Mártires
| Partido                 | Partido                                         | Votos | %               | +/-   |
| ----------------------- | ----------------------------------------------- | ----- | --------------- | ----- |
|                         | Partido Socialista                              | 44    | 31,65 / 100,00  | 7,02  |
|                         | Lisboa com Carmona                              | 21    | 15,11 / 100,00  | Novo  |
|                         | Partido Social Democrata                        | 19    | 13,67 / 100,00  | 26,72 |
|                         | Partido Popular                                 | 15    | 10,79 / 100,00  | 1,03  |
|                         | Cidadãos por Lisboa                             | 10    | 7,19 / 100,00   | Novo  |
|                         | Coligação Democrática Unitária                  | 10    | 7,19 / 100,00   | 1,68  |
|                         | Bloco de Esquerda                               | 10    | 7,19 / 100,00   | 0,29  |
|                         | Partido Nacional Renovador                      | 1     | 0,72 / 100,00   | 0,27  |
|                         | Partido Popular Monárquico                      | 1     | 0,72 / 100,00   | -     |
|                         | Partido Comunista dos Trabalhadores Portugueses | 0     | 0,00 / 100,00   | 0,49  |
|                         | Partido da Terra                                | 0     | 0,00 / 100,00   | -     |
|                         | Partido da Nova Democracia                      | 0     | 0,00 / 100,00   | Novo  |
| Votos Inválidos         | Votos Inválidos                                 | 8     | 5,76 / 100,00   | 0,84  |
| Total                   | Total                                           | 139   | 100,00 / 100,00 |       |
| Eleitorado/Participação | Eleitorado/Participação                         | 363   | 38,29 / 100,00  | 14,03 |

#### Marvila
| Partido                 | Partido                                         | Votos  | %               | +/-   |
| ----------------------- | ----------------------------------------------- | ------ | --------------- | ----- |
|                         | Partido Socialista                              | 3 559  | 32,64 / 100,00  | 1,93  |
|                         | Lisboa com Carmona                              | 1 932  | 17,72 / 100,00  | Novo  |
|                         | Coligação Democrática Unitária                  | 1 576  | 14,45 / 100,00  | 1,83  |
|                         | Partido Social Democrata                        | 1 083  | 9,93 / 100,00   | 20,20 |
|                         | Cidadãos por Lisboa                             | 769    | 7,05 / 100,00   | Novo  |
|                         | Bloco de Esquerda                               | 616    | 5,65 / 100,00   | 1,80  |
|                         | Partido Comunista dos Trabalhadores Portugueses | 320    | 2,93 / 100,00   | 0,27  |
|                         | Partido Popular                                 | 243    | 2,23 / 100,00   | 0,31  |
|                         | Partido Nacional Renovador                      | 107    | 0,98 / 100,00   | 0,61  |
|                         | Partido da Terra                                | 91     | 0,83 / 100,00   | -     |
|                         | Partido da Nova Democracia                      | 63     | 0,58 / 100,00   | Novo  |
|                         | Partido Popular Monárquico                      | 52     | 0,48 / 100,00   | -     |
| Votos Inválidos         | Votos Inválidos                                 | 493    | 4,52 / 100,00   | 1,10  |
| Total                   | Total                                           | 10 904 | 100,00 / 100,00 |       |
| Eleitorado/Participação | Eleitorado/Participação                         | 35 671 | 30,57 / 100,00  | 13,94 |

#### Mercês
| Partido                 | Partido                                         | Votos | %               | +/-   |
| ----------------------- | ----------------------------------------------- | ----- | --------------- | ----- |
|                         | Partido Socialista                              | 619   | 32,80 / 100,00  | 3,47  |
|                         | Partido Social Democrata                        | 259   | 13,73 / 100,00  | 22,47 |
|                         | Lisboa com Carmona                              | 246   | 13,04 / 100,00  | Novo  |
|                         | Coligação Democrática Unitária                  | 209   | 11,08 / 100,00  | 1,54  |
|                         | Cidadãos por Lisboa                             | 188   | 9,96 / 100,00   | Novo  |
|                         | Bloco de Esquerda                               | 175   | 9,27 / 100,00   | 0,24  |
|                         | Partido Popular                                 | 58    | 3,07 / 100,00   | 2,99  |
|                         | Partido Comunista dos Trabalhadores Portugueses | 28    | 1,48 / 100,00   | 0,52  |
|                         | Partido da Terra                                | 12    | 0,64 / 100,00   | -     |
|                         | Partido Nacional Renovador                      | 8     | 0,42 / 100,00   | 0,15  |
|                         | Partido Popular Monárquico                      | 6     | 0,32 / 100,00   | -     |
|                         | Partido da Nova Democracia                      | 5     | 0,26 / 100,00   | Novo  |
| Votos Inválidos         | Votos Inválidos                                 | 74    | 3,93 / 100,00   | 1,02  |
| Total                   | Total                                           | 1 887 | 100,00 / 100,00 |       |
| Eleitorado/Participação | Eleitorado/Participação                         | 4 668 | 40,42 / 100,00  | 12,66 |

#### Nossa Senhora de Fátima
| Partido                 | Partido                                         | Votos  | %               | +/-   |
| ----------------------- | ----------------------------------------------- | ------ | --------------- | ----- |
|                         | Partido Socialista                              | 1 750  | 26,45 / 100,00  | 4,75  |
|                         | Lisboa com Carmona                              | 1 255  | 18,97 / 100,00  | Novo  |
|                         | Partido Social Democrata                        | 1 217  | 18,39 / 100,00  | 32,86 |
|                         | Cidadãos por Lisboa                             | 697    | 10,54 / 100,00  | Novo  |
|                         | Bloco de Esquerda                               | 457    | 6,91 / 100,00   | 0,09  |
|                         | Coligação Democrática Unitária                  | 427    | 6,45 / 100,00   | 0,75  |
|                         | Partido Popular                                 | 337    | 5,09 / 100,00   | 3,45  |
|                         | Partido Comunista dos Trabalhadores Portugueses | 69     | 1,04 / 100,00   | 0,55  |
|                         | Partido Nacional Renovador                      | 50     | 0,76 / 100,00   | 0,54  |
|                         | Partido da Nova Democracia                      | 39     | 0,59 / 100,00   | Novo  |
|                         | Partido da Terra                                | 34     | 0,51 / 100,00   | -     |
|                         | Partido Popular Monárquico                      | 29     | 0,44 / 100,00   | -     |
| Votos Inválidos         | Votos Inválidos                                 | 255    | 3,86 / 100,00   | 0,39  |
| Total                   | Total                                           | 6 616  | 100,00 / 100,00 |       |
| Eleitorado/Participação | Eleitorado/Participação                         | 16 083 | 41,14 / 100,00  | 14,90 |

#### Pena
| Partido                 | Partido                                         | Votos | %               | +/-   |
| ----------------------- | ----------------------------------------------- | ----- | --------------- | ----- |
|                         | Partido Socialista                              | 516   | 30,59 / 100,00  | 0,82  |
|                         | Partido Social Democrata                        | 274   | 16,24 / 100,00  | 20,97 |
|                         | Lisboa com Carmona                              | 259   | 15,35 / 100,00  | Novo  |
|                         | Cidadãos por Lisboa                             | 152   | 9,01 / 100,00   | Novo  |
|                         | Coligação Democrática Unitária                  | 144   | 8,54 / 100,00   | 4,80  |
|                         | Bloco de Esquerda                               | 121   | 7,17 / 100,00   | 1,29  |
|                         | Partido Popular                                 | 62    | 3,68 / 100,00   | 0,92  |
|                         | Partido Comunista dos Trabalhadores Portugueses | 39    | 2,31 / 100,00   | 1,05  |
|                         | Partido da Terra                                | 15    | 0,89 / 100,00   | -     |
|                         | Partido da Nova Democracia                      | 15    | 0,89 / 100,00   | Novo  |
|                         | Partido Nacional Renovador                      | 10    | 0,59 / 100,00   | 0,10  |
|                         | Partido Popular Monárquico                      | 9     | 0,53 / 100,00   | -     |
| Votos Inválidos         | Votos Inválidos                                 | 71    | 4,21 / 100,00   | 0,47  |
| Total                   | Total                                           | 1 687 | 100,00 / 100,00 |       |
| Eleitorado/Participação | Eleitorado/Participação                         | 4 856 | 34,74 / 100,00  | 12,80 |

#### Penha de França
| Partido                 | Partido                                         | Votos  | %               | +/-   |
| ----------------------- | ----------------------------------------------- | ------ | --------------- | ----- |
|                         | Partido Socialista                              | 1 438  | 31,41 / 100,00  | 1,66  |
|                         | Partido Social Democrata                        | 781    | 17,06 / 100,00  | 24,12 |
|                         | Lisboa com Carmona                              | 688    | 15,03 / 100,00  | Novo  |
|                         | Cidadãos por Lisboa                             | 413    | 9,02 / 100,00   | Novo  |
|                         | Coligação Democrática Unitária                  | 398    | 8,69 / 100,00   | 1,50  |
|                         | Bloco de Esquerda                               | 340    | 7,43 / 100,00   | 1,84  |
|                         | Partido Popular                                 | 150    | 3,28 / 100,00   | 0,53  |
|                         | Partido Comunista dos Trabalhadores Portugueses | 68     | 1,49 / 100,00   | 0,81  |
|                         | Partido da Nova Democracia                      | 42     | 0,92 / 100,00   | Novo  |
|                         | Partido Nacional Renovador                      | 34     | 0,74 / 100,00   | 0,48  |
|                         | Partido da Terra                                | 30     | 0,66 / 100,00   | -     |
|                         | Partido Popular Monárquico                      | 15     | 0,33 / 100,00   | -     |
| Votos Inválidos         | Votos Inválidos                                 | 181    | 3,96 / 100,00   | 0,73  |
| Total                   | Total                                           | 4 578  | 100,00 / 100,00 |       |
| Eleitorado/Participação | Eleitorado/Participação                         | 12 627 | 36,26 / 100,00  | 15,25 |

#### Prazeres
| Partido                 | Partido                                         | Votos | %               | +/-     |
| ----------------------- | ----------------------------------------------- | ----- | --------------- | ------- |
|                         | Partido Socialista                              | 722   | 31,39 / 100,00  | 2,90    |
|                         | Partido Social Democrata                        | 370   | 16,09 / 100,00  | 22,29   |
|                         | Lisboa com Carmona                              | 353   | 15,35 / 100,00  | Novo    |
|                         | Coligação Democrática Unitária                  | 275   | 11,96 / 100,00  | 2,59    |
|                         | Cidadãos por Lisboa                             | 201   | 8,74 / 100,00   | Novo    |
|                         | Bloco de Esquerda                               | 112   | 4,87 / 100,00   | 2,34    |
|                         | Partido Popular                                 | 100   | 4,35 / 100,00   | 2,38    |
|                         | Partido Comunista dos Trabalhadores Portugueses | 52    | 2,26 / 100,00   | 1,42    |
|                         | Partido Nacional Renovador                      | 12    | 0,52 / 100,00   | 0,18    |
|                         | Partido da Nova Democracia                      | 12    | 0,52 / 100,00   | Novo    |
|                         | Partido Popular Monárquico                      | 8     | 0,35 / 100,00   | -       |
|                         | Partido da Terra                                | 6     | 0,26 / 100,00   | -       |
| Votos Inválidos         | Votos Inválidos                                 | 77    | 3,35 / 100,00   | Estável |
| Total                   | Total                                           | 2 300 | 100,00 / 100,00 |         |
| Eleitorado/Participação | Eleitorado/Participação                         | 7 005 | 32,83 / 100,00  | 16,00   |

#### Sacramento
| Partido                 | Partido                                         | Votos | %               | +/-   |
| ----------------------- | ----------------------------------------------- | ----- | --------------- | ----- |
|                         | Partido Socialista                              | 90    | 24,26 / 100,00  | 0,69  |
|                         | Lisboa com Carmona                              | 57    | 15,36 / 100,00  | Novo  |
|                         | Partido Social Democrata                        | 50    | 13,48 / 100,00  | 28,23 |
|                         | Cidadãos por Lisboa                             | 48    | 12,94 / 100,00  | Novo  |
|                         | Bloco de Esquerda                               | 43    | 11,59 / 100,00  | 0,22  |
|                         | Coligação Democrática Unitária                  | 35    | 9,43 / 100,00   | 2,19  |
|                         | Partido Popular                                 | 12    | 3,23 / 100,00   | 1,72  |
|                         | Partido Popular Monárquico                      | 7     | 1,89 / 100,00   | -     |
|                         | Partido Nacional Renovador                      | 4     | 1,08 / 100,00   | 0,51  |
|                         | Partido da Terra                                | 4     | 1,08 / 100,00   | -     |
|                         | Partido Comunista dos Trabalhadores Portugueses | 3     | 0,81 / 100,00   | 0,24  |
|                         | Partido da Nova Democracia                      | 1     | 0,27 / 100,00   | Novo  |
| Votos Inválidos         | Votos Inválidos                                 | 17    | 4,59 / 100,00   | 0,78  |
| Total                   | Total                                           | 371   | 100,00 / 100,00 |       |
| Eleitorado/Participação | Eleitorado/Participação                         | 939   | 39,51 / 100,00  | 14,28 |

#### Santa Catarina
| Partido                 | Partido                                         | Votos | %               | +/-   |
| ----------------------- | ----------------------------------------------- | ----- | --------------- | ----- |
|                         | Partido Socialista                              | 580   | 37,79 / 100,00  | 2,98  |
|                         | Lisboa com Carmona                              | 205   | 13,36 / 100,00  | Novo  |
|                         | Partido Social Democrata                        | 201   | 13,09 / 100,00  | 21,48 |
|                         | Cidadãos por Lisboa                             | 147   | 9,58 / 100,00   | Novo  |
|                         | Bloco de Esquerda                               | 124   | 8,80 / 100,00   | 0,61  |
|                         | Coligação Democrática Unitária                  | 121   | 7,88 / 100,00   | 3,83  |
|                         | Partido Popular                                 | 43    | 2,80 / 100,00   | 1,95  |
|                         | Partido Comunista dos Trabalhadores Portugueses | 14    | 0,91 / 100,00   | 0,25  |
|                         | Partido Popular Monárquico                      | 10    | 0,65 / 100,00   | -     |
|                         | Partido da Nova Democracia                      | 8     | 0,52 / 100,00   | Novo  |
|                         | Partido da Terra                                | 7     | 0,46 / 100,00   | -     |
|                         | Partido Nacional Renovador                      | 6     | 0,39 / 100,00   | 0,11  |
| Votos Inválidos         | Votos Inválidos                                 | 69    | 4,49 / 100,00   | 0,87  |
| Total                   | Total                                           | 1 535 | 100,00 / 100,00 |       |
| Eleitorado/Participação | Eleitorado/Participação                         | 4 137 | 37,10 / 100,00  | 11,54 |

#### Santa Engrácia
| Partido                 | Partido                                         | Votos | %               | +/-   |
| ----------------------- | ----------------------------------------------- | ----- | --------------- | ----- |
|                         | Partido Socialista                              | 552   | 29,42 / 100,00  | 0,94  |
|                         | Lisboa com Carmona                              | 392   | 20,90 / 100,00  | Novo  |
|                         | Partido Social Democrata                        | 290   | 15,46 / 100,00  | 24,81 |
|                         | Coligação Democrática Unitária                  | 177   | 9,43 / 100,00   | 2,59  |
|                         | Cidadãos por Lisboa                             | 144   | 7,68 / 100,00   | Novo  |
|                         | Bloco de Esquerda                               | 113   | 6,02 / 100,00   | 1,20  |
|                         | Partido Popular                                 | 54    | 2,88 / 100,00   | 1,38  |
|                         | Partido Comunista dos Trabalhadores Portugueses | 36    | 1,92 / 100,00   | 0,99  |
|                         | Partido da Nova Democracia                      | 19    | 1,01 / 100,00   | Novo  |
|                         | Partido Nacional Renovador                      | 14    | 0,75 / 100,00   | 0,39  |
|                         | Partido da Terra                                | 8     | 0,43 / 100,00   | -     |
|                         | Partido Popular Monárquico                      | 3     | 0,16 / 100,00   | -     |
| Votos Inválidos         | Votos Inválidos                                 | 74    | 3,95 / 100,00   | 0,55  |
| Total                   | Total                                           | 1 876 | 100,00 / 100,00 |       |
| Eleitorado/Participação | Eleitorado/Participação                         | 5 226 | 35,90 / 100,00  | 16,02 |

#### Santa Isabel
| Partido                 | Partido                                         | Votos | %               | +/-   |
| ----------------------- | ----------------------------------------------- | ----- | --------------- | ----- |
|                         | Partido Socialista                              | 702   | 25,57 / 100,00  | 4,24  |
|                         | Lisboa com Carmona                              | 557   | 20,29 / 100,00  | Novo  |
|                         | Partido Social Democrata                        | 458   | 16,68 / 100,00  | 33,87 |
|                         | Cidadãos por Lisboa                             | 335   | 12,20 / 100,00  | Novo  |
|                         | Coligação Democrática Unitária                  | 191   | 6,96 / 100,00   | 1,89  |
|                         | Bloco de Esquerda                               | 186   | 6,78 / 100,00   | 0,16  |
|                         | Partido Popular                                 | 141   | 5,14 / 100,00   | 2,57  |
|                         | Partido Nacional Renovador                      | 28    | 1,02 / 100,00   | 0,65  |
|                         | Partido Comunista dos Trabalhadores Portugueses | 25    | 0,91 / 100,00   | 0,29  |
|                         | Partido da Terra                                | 13    | 0,47 / 100,00   | -     |
|                         | Partido da Nova Democracia                      | 12    | 0,44 / 100,00   | Novo  |
|                         | Partido Popular Monárquico                      | 10    | 0,36 / 100,00   | -     |
| Votos Inválidos         | Votos Inválidos                                 | 87    | 3,17 / 100,00   | 0,27  |
| Total                   | Total                                           | 2 745 | 100,00 / 100,00 |       |
| Eleitorado/Participação | Eleitorado/Participação                         | 7 019 | 39,11 / 100,00  | 16,94 |

#### Santa Justa
| Partido                 | Partido                                         | Votos | %               | +/-   |
| ----------------------- | ----------------------------------------------- | ----- | --------------- | ----- |
|                         | Partido Socialista                              | 67    | 31,60 / 100,00  | 4,26  |
|                         | Lisboa com Carmona                              | 44    | 20,75 / 100,00  | Novo  |
|                         | Coligação Democrática Unitária                  | 27    | 12,74 / 100,00  | 0,20  |
|                         | Partido Social Democrata                        | 25    | 11,79 / 100,00  | 20,86 |
|                         | Cidadãos por Lisboa                             | 12    | 5,66 / 100,00   | Novo  |
|                         | Bloco de Esquerda                               | 11    | 5,19 / 100,00   | 1,52  |
|                         | Partido Popular                                 | 11    | 5,19 / 100,00   | 0,23  |
|                         | Partido Nacional Renovador                      | 2     | 0,94 / 100,00   | 0,65  |
|                         | Partido da Nova Democracia                      | 2     | 0,94 / 100,00   | Novo  |
|                         | Partido Comunista dos Trabalhadores Portugueses | 1     | 0,47 / 100,00   | 0,11  |
|                         | Partido da Terra                                | 1     | 0,47 / 100,00   | -     |
|                         | Partido Popular Monárquico                      | 1     | 0,47 / 100,00   | -     |
| Votos Inválidos         | Votos Inválidos                                 | 8     | 3,78 / 100,00   | 2,05  |
| Total                   | Total                                           | 212   | 100,00 / 100,00 |       |
| Eleitorado/Participação | Eleitorado/Participação                         | 749   | 28,30 / 100,00  | 13,89 |

#### Santa Maria de Belém
| Partido                 | Partido                                         | Votos | %               | +/-   |
| ----------------------- | ----------------------------------------------- | ----- | --------------- | ----- |
|                         | Partido Socialista                              | 910   | 29,13 / 100,00  | 4,34  |
|                         | Lisboa com Carmona                              | 548   | 17,54 / 100,00  | Novo  |
|                         | Partido Social Democrata                        | 487   | 15,59 / 100,00  | 30,47 |
|                         | Cidadãos por Lisboa                             | 373   | 11,94 / 100,00  | Novo  |
|                         | Coligação Democrática Unitária                  | 235   | 7,52 / 100,00   | 1,49  |
|                         | Bloco de Esquerda                               | 206   | 6,59 / 100,00   | 0,96  |
|                         | Partido Popular                                 | 151   | 4,83 / 100,00   | 3,08  |
|                         | Partido Comunista dos Trabalhadores Portugueses | 35    | 1,12 / 100,00   | 0,57  |
|                         | Partido Popular Monárquico                      | 24    | 0,77 / 100,00   | -     |
|                         | Partido Nacional Renovador                      | 18    | 0,58 / 100,00   | 0,48  |
|                         | Partido da Nova Democracia                      | 18    | 0,58 / 100,00   | Novo  |
|                         | Partido da Terra                                | 14    | 0,45 / 100,00   | -     |
| Votos Inválidos         | Votos Inválidos                                 | 105   | 3,36 / 100,00   | 0,59  |
| Total                   | Total                                           | 3 124 | 100,00 / 100,00 |       |
| Eleitorado/Participação | Eleitorado/Participação                         | 9 091 | 34,36 / 100,00  | 18,20 |

#### Santa Maria dos Olivais
| Partido                 | Partido                                         | Votos  | %               | +/-   |
| ----------------------- | ----------------------------------------------- | ------ | --------------- | ----- |
|                         | Partido Socialista                              | 5 498  | 33,56 / 100,00  | 1,92  |
|                         | Partido Social Democrata                        | 2 400  | 14,65 / 100,00  | 21,55 |
|                         | Lisboa com Carmona                              | 2 227  | 13,59 / 100,00  | Novo  |
|                         | Coligação Democrática Unitária                  | 1 717  | 10,48 / 100,00  | 1,90  |
|                         | Cidadãos por Lisboa                             | 1 639  | 10,00 / 100,00  | Novo  |
|                         | Bloco de Esquerda                               | 1 036  | 6,32 / 100,00   | 2,06  |
|                         | Partido Popular                                 | 414    | 2,53 / 100,00   | 1,95  |
|                         | Partido Comunista dos Trabalhadores Portugueses | 310    | 1,89 / 100,00   | 0,45  |
|                         | Partido Nacional Renovador                      | 163    | 0,99 / 100,00   | 0,55  |
|                         | Partido da Nova Democracia                      | 101    | 0,62 / 100,00   | Novo  |
|                         | Partido da Terra                                | 94     | 0,57 / 100,00   | -     |
|                         | Partido Popular Monárquico                      | 46     | 0,28 / 100,00   | -     |
| Votos Inválidos         | Votos Inválidos                                 | 739    | 4,51 / 100,00   | 0,35  |
| Total                   | Total                                           | 16 384 | 100,00 / 100,00 |       |
| Eleitorado/Participação | Eleitorado/Participação                         | 43 961 | 37,27 / 100,00  | 16,74 |

#### Santiago
| Partido                 | Partido                                         | Votos | %               | +/-   |
| ----------------------- | ----------------------------------------------- | ----- | --------------- | ----- |
|                         | Partido Socialista                              | 108   | 29,19 / 100,00  | 0,19  |
|                         | Partido Social Democrata                        | 60    | 16,22 / 100,00  | 20,03 |
|                         | Lisboa com Carmona                              | 57    | 15,41 / 100,00  | Novo  |
|                         | Coligação Democrática Unitária                  | 54    | 14,59 / 100,00  | 4,37  |
|                         | Cidadãos por Lisboa                             | 28    | 7,57 / 100,00   | Novo  |
|                         | Bloco de Esquerda                               | 24    | 6,49 / 100,00   | 1,32  |
|                         | Partido Popular                                 | 10    | 2,70 / 100,00   | 0,46  |
|                         | Partido da Terra                                | 4     | 1,08 / 100,00   | -     |
|                         | Partido Comunista dos Trabalhadores Portugueses | 3     | 0,81 / 100,00   | 0,31  |
|                         | Partido Nacional Renovador                      | 3     | 0,81 / 100,00   | 0,25  |
|                         | Partido da Nova Democracia                      | 3     | 0,81 / 100,00   | Novo  |
|                         | Partido Popular Monárquico                      | 3     | 0,81 / 100,00   | -     |
| Votos Inválidos         | Votos Inválidos                                 | 13    | 3,51 / 100,00   | 0,53  |
| Total                   | Total                                           | 370   | 100,00 / 100,00 |       |
| Eleitorado/Participação | Eleitorado/Participação                         | 987   | 37,49 / 100,00  | 17,02 |

#### Santo Condestável
| Partido                 | Partido                                         | Votos  | %               | +/-   |
| ----------------------- | ----------------------------------------------- | ------ | --------------- | ----- |
|                         | Partido Socialista                              | 1 845  | 29,58 / 100,00  | 3,10  |
|                         | Partido Social Democrata                        | 1 001  | 16,05 / 100,00  | 24,07 |
|                         | Lisboa com Carmona                              | 957    | 15,34 / 100,00  | Novo  |
|                         | Coligação Democrática Unitária                  | 621    | 9,96 / 100,00   | 3,22  |
|                         | Cidadãos por Lisboa                             | 620    | 9,94 / 100,00   | Novo  |
|                         | Bloco de Esquerda                               | 451    | 7,23 / 100,00   | 1,57  |
|                         | Partido Popular                                 | 204    | 3,27 / 100,00   | 2,47  |
|                         | Partido Comunista dos Trabalhadores Portugueses | 112    | 1,80 / 100,00   | 0,92  |
|                         | Partido Nacional Renovador                      | 57     | 0,91 / 100,00   | 0,63  |
|                         | Partido da Nova Democracia                      | 37     | 0,59 / 100,00   | Novo  |
|                         | Partido da Terra                                | 34     | 0,55 / 100,00   | -     |
|                         | Partido Popular Monárquico                      | 20     | 0,32 / 100,00   | -     |
| Votos Inválidos         | Votos Inválidos                                 | 278    | 4,46 / 100,00   | 0,16  |
| Total                   | Total                                           | 6 237  | 100,00 / 100,00 |       |
| Eleitorado/Participação | Eleitorado/Participação                         | 16 777 | 37,18 / 100,00  | 15,50 |

#### Santo Estêvão
| Partido                 | Partido                                         | Votos | %               | +/-   |
| ----------------------- | ----------------------------------------------- | ----- | --------------- | ----- |
|                         | Partido Socialista                              | 243   | 28,89 / 100,00  | 1,86  |
|                         | Coligação Democrática Unitária                  | 172   | 20,45 / 100,00  | 1,13  |
|                         | Lisboa com Carmona                              | 117   | 13,91 / 100,00  | Novo  |
|                         | Partido Social Democrata                        | 94    | 11,18 / 100,00  | 17,47 |
|                         | Bloco de Esquerda                               | 60    | 7,13 / 100,00   | 1,18  |
|                         | Cidadãos por Lisboa                             | 55    | 6,54 / 100,00   | Novo  |
|                         | Partido Comunista dos Trabalhadores Portugueses | 26    | 3,09 / 100,00   | 1,38  |
|                         | Partido Popular                                 | 16    | 1,90 / 100,00   | 0,97  |
|                         | Partido Nacional Renovador                      | 6     | 0,71 / 100,00   | 0,24  |
|                         | Partido da Terra                                | 6     | 0,71 / 100,00   | -     |
|                         | Partido Popular Monárquico                      | 6     | 0,71 / 100,00   | -     |
|                         | Partido da Nova Democracia                      | 1     | 0,12 / 100,00   | Novo  |
| Votos Inválidos         | Votos Inválidos                                 | 39    | 4,64 / 100,00   | 0,88  |
| Total                   | Total                                           | 841   | 100,00 / 100,00 |       |
| Eleitorado/Participação | Eleitorado/Participação                         | 2 264 | 37,15 / 100,00  | 18,06 |

#### Santos-o-Velho
| Partido                 | Partido                                         | Votos | %               | +/-   |
| ----------------------- | ----------------------------------------------- | ----- | --------------- | ----- |
|                         | Partido Socialista                              | 494   | 31,75 / 100,00  | 2,53  |
|                         | Lisboa com Carmona                              | 282   | 18,12 / 100,00  | Novo  |
|                         | Partido Social Democrata                        | 214   | 13,75 / 100,00  | 24,87 |
|                         | Coligação Democrática Unitária                  | 174   | 11,18 / 100,00  | 2,01  |
|                         | Cidadãos por Lisboa                             | 109   | 7,01 / 100,00   | Novo  |
|                         | Bloco de Esquerda                               | 99    | 6,36 / 100,00   | 1,05  |
|                         | Partido Popular                                 | 61    | 3,92 / 100,00   | 2,89  |
|                         | Partido Comunista dos Trabalhadores Portugueses | 22    | 1,41 / 100,00   | 0,46  |
|                         | Partido da Terra                                | 13    | 0,84 / 100,00   | -     |
|                         | Partido da Nova Democracia                      | 11    | 0,71 / 100,00   | Novo  |
|                         | Partido Popular Monárquico                      | 10    | 0,64 / 100,00   | -     |
|                         | Partido Nacional Renovador                      | 7     | 0,45 / 100,00   | 0,28  |
| Votos Inválidos         | Votos Inválidos                                 | 60    | 3,85 / 100,00   | 0,35  |
| Total                   | Total                                           | 1 556 | 100,00 / 100,00 |       |
| Eleitorado/Participação | Eleitorado/Participação                         | 4 324 | 35,99 / 100,00  | 15,37 |

#### São Cristóvão e São Lourenço
| Partido                 | Partido                                         | Votos | %               | +/-   |
| ----------------------- | ----------------------------------------------- | ----- | --------------- | ----- |
|                         | Partido Socialista                              | 185   | 33,82 / 100,00  | 1,71  |
|                         | Lisboa com Carmona                              | 93    | 17,00 / 100,00  | Novo  |
|                         | Partido Social Democrata                        | 88    | 16,09 / 100,00  | 22,42 |
|                         | Coligação Democrática Unitária                  | 50    | 9,14 / 100,00   | 2,87  |
|                         | Cidadãos por Lisboa                             | 31    | 5,67 / 100,00   | Novo  |
|                         | Bloco de Esquerda                               | 26    | 4,75 / 100,00   | 2,69  |
|                         | Partido Popular                                 | 21    | 3,84 / 100,00   | 0,73  |
|                         | Partido Comunista dos Trabalhadores Portugueses | 15    | 2,74 / 100,00   | 2,09  |
|                         | Partido Nacional Renovador                      | 4     | 0,73 / 100,00   | 0,34  |
|                         | Partido da Nova Democracia                      | 4     | 0,73 / 100,00   | Novo  |
|                         | Partido da Terra                                | 2     | 0,37 / 100,00   | -     |
|                         | Partido Popular Monárquico                      | 1     | 0,18 / 100,00   | -     |
| Votos Inválidos         | Votos Inválidos                                 | 27    | 4,94 / 100,00   | 1,02  |
| Total                   | Total                                           | 547   | 100,00 / 100,00 |       |
| Eleitorado/Participação | Eleitorado/Participação                         | 1 501 | 36,44 / 100,00  | 12,13 |

#### São Domingos de Benfica
| Partido                 | Partido                                         | Votos  | %               | +/-   |
| ----------------------- | ----------------------------------------------- | ------ | --------------- | ----- |
|                         | Partido Socialista                              | 3 469  | 28,89 / 100,00  | 6,32  |
|                         | Partido Social Democrata                        | 2 216  | 18,46 / 100,00  | 30,60 |
|                         | Lisboa com Carmona                              | 1 947  | 16,22 / 100,00  | Novo  |
|                         | Cidadãos por Lisboa                             | 1 537  | 12,80 / 100,00  | Novo  |
|                         | Coligação Democrática Unitária                  | 850    | 7,08 / 100,00   | 1,61  |
|                         | Bloco de Esquerda                               | 812    | 6,76 / 100,00   | 1,01  |
|                         | Partido Popular                                 | 440    | 3,66 / 100,00   | 3,66  |
|                         | Partido Comunista dos Trabalhadores Portugueses | 101    | 0,84 / 100,00   | 0,40  |
|                         | Partido Nacional Renovador                      | 80     | 0,67 / 100,00   | 0,52  |
|                         | Partido da Nova Democracia                      | 79     | 0,66 / 100,00   | Novo  |
|                         | Partido da Terra                                | 55     | 0,46 / 100,00   | -     |
|                         | Partido Popular Monárquico                      | 34     | 0,28 / 100,00   | -     |
| Votos Inválidos         | Votos Inválidos                                 | 386    | 3,22 / 100,00   | 0,63  |
| Total                   | Total                                           | 12 006 | 100,00 / 100,00 |       |
| Eleitorado/Participação | Eleitorado/Participação                         | 29 113 | 41,24 / 100,00  | 16,50 |

#### São Francisco Xavier
| Partido                 | Partido                                         | Votos | %               | +/-   |
| ----------------------- | ----------------------------------------------- | ----- | --------------- | ----- |
|                         | Partido Socialista                              | 709   | 22,86 / 100,00  | 6,75  |
|                         | Lisboa com Carmona                              | 687   | 22,15 / 100,00  | Novo  |
|                         | Partido Social Democrata                        | 617   | 19,90 / 100,00  | 36,10 |
|                         | Cidadãos por Lisboa                             | 380   | 12,25 / 100,00  | Novo  |
|                         | Partido Popular                                 | 203   | 6,55 / 100,00   | 4,50  |
|                         | Bloco de Esquerda                               | 174   | 5,61 / 100,00   | 1,04  |
|                         | Coligação Democrática Unitária                  | 146   | 4,71 / 100,00   | 1,54  |
|                         | Partido da Nova Democracia                      | 21    | 0,68 / 100,00   | Novo  |
|                         | Partido Nacional Renovador                      | 20    | 0,64 / 100,00   | 0,53  |
|                         | Partido Comunista dos Trabalhadores Portugueses | 15    | 0,48 / 100,00   | 0,19  |
|                         | Partido Popular Monárquico                      | 13    | 0,42 / 100,00   | -     |
|                         | Partido da Terra                                | 12    | 0,39 / 100,00   | -     |
| Votos Inválidos         | Votos Inválidos                                 | 104   | 3,36 / 100,00   | 0,16  |
| Total                   | Total                                           | 3 101 | 100,00 / 100,00 |       |
| Eleitorado/Participação | Eleitorado/Participação                         | 7 056 | 43,95 / 100,00  | 19,86 |

#### São João
| Partido                 | Partido                                         | Votos  | %               | +/-   |
| ----------------------- | ----------------------------------------------- | ------ | --------------- | ----- |
|                         | Partido Socialista                              | 1 567  | 30,85 / 100,00  | 1,50  |
|                         | Partido Social Democrata                        | 796    | 15,67 / 100,00  | 22,74 |
|                         | Lisboa com Carmona                              | 749    | 14,75 / 100,00  | Novo  |
|                         | Coligação Democrática Unitária                  | 551    | 10,85 / 100,00  | 2,95  |
|                         | Cidadãos por Lisboa                             | 452    | 8,90 / 100,00   | Novo  |
|                         | Bloco de Esquerda                               | 380    | 7,48 / 100,00   | 0,23  |
|                         | Partido Popular                                 | 158    | 3,11 / 100,00   | 1,26  |
|                         | Partido Comunista dos Trabalhadores Portugueses | 87     | 1,71 / 100,00   | 0,45  |
|                         | Partido Nacional Renovador                      | 42     | 0,83 / 100,00   | 0,58  |
|                         | Partido da Nova Democracia                      | 35     | 0,69 / 100,00   | Novo  |
|                         | Partido da Terra                                | 28     | 0,55 / 100,00   | -     |
|                         | Partido Popular Monárquico                      | 12     | 0,24 / 100,00   | -     |
| Votos Inválidos         | Votos Inválidos                                 | 222    | 4,37 / 100,00   | 0,24  |
| Total                   | Total                                           | 5 079  | 100,00 / 100,00 |       |
| Eleitorado/Participação | Eleitorado/Participação                         | 15 686 | 32,38 / 100,00  | 16,16 |

#### São João de Brito
| Partido                 | Partido                                         | Votos  | %               | +/-   |
| ----------------------- | ----------------------------------------------- | ------ | --------------- | ----- |
|                         | Partido Socialista                              | 1 205  | 23,22 / 100,00  | 5,73  |
|                         | Partido Social Democrata                        | 1 103  | 21,26 / 100,00  | 35,27 |
|                         | Lisboa com Carmona                              | 1 066  | 20,54 / 100,00  | Novo  |
|                         | Cidadãos por Lisboa                             | 578    | 11,14 / 100,00  | Novo  |
|                         | Coligação Democrática Unitária                  | 327    | 6,30 / 100,00   | 0,87  |
|                         | Bloco de Esquerda                               | 322    | 6,21 / 100,00   | 0,28  |
|                         | Partido Popular                                 | 264    | 5,09 / 100,00   | 3,11  |
|                         | Partido Nacional Renovador                      | 43     | 0,83 / 100,00   | 0,67  |
|                         | Partido Comunista dos Trabalhadores Portugueses | 42     | 0,81 / 100,00   | 0,53  |
|                         | Partido da Nova Democracia                      | 26     | 0,50 / 100,00   | Novo  |
|                         | Partido da Terra                                | 24     | 0,46 / 100,00   | -     |
|                         | Partido Popular Monárquico                      | 16     | 0,31 / 100,00   | -     |
| Votos Inválidos         | Votos Inválidos                                 | 173    | 3,33 / 100,00   | 0,29  |
| Total                   | Total                                           | 5 189  | 100,00 / 100,00 |       |
| Eleitorado/Participação | Eleitorado/Participação                         | 13 064 | 39,72 / 100,00  | 16,50 |

#### São João de Deus
| Partido                 | Partido                                         | Votos  | %               | +/-   |
| ----------------------- | ----------------------------------------------- | ------ | --------------- | ----- |
|                         | Partido Socialista                              | 1 106  | 23,10 / 100,00  | 5,26  |
|                         | Lisboa com Carmona                              | 1 064  | 22,23 / 100,00  | Novo  |
|                         | Partido Social Democrata                        | 841    | 17,57 / 100,00  | 38,40 |
|                         | Cidadãos por Lisboa                             | 632    | 13,20 / 100,00  | Novo  |
|                         | Bloco de Esquerda                               | 366    | 7,65 / 100,00   | 0,54  |
|                         | Partido Popular                                 | 247    | 5,16 / 100,00   | 3,83  |
|                         | Coligação Democrática Unitária                  | 232    | 4,85 / 100,00   | 1,03  |
|                         | Partido Comunista dos Trabalhadores Portugueses | 49     | 1,02 / 100,00   | 0,80  |
|                         | Partido Nacional Renovador                      | 41     | 0,86 / 100,00   | 0,64  |
|                         | Partido da Terra                                | 25     | 0,52 / 100,00   | -     |
|                         | Partido da Nova Democracia                      | 20     | 0,42 / 100,00   | Novo  |
|                         | Partido Popular Monárquico                      | 15     | 0,31 / 100,00   | -     |
| Votos Inválidos         | Votos Inválidos                                 | 149    | 3,12 / 100,00   | 0,58  |
| Total                   | Total                                           | 4 787  | 100,00 / 100,00 |       |
| Eleitorado/Participação | Eleitorado/Participação                         | 11 507 | 41,60 / 100,00  | 15,67 |

#### São Jorge de Arroios
| Partido                 | Partido                                         | Votos  | %               | +/-   |
| ----------------------- | ----------------------------------------------- | ------ | --------------- | ----- |
|                         | Partido Socialista                              | 1 734  | 26,35 / 100,00  | 2,56  |
|                         | Partido Social Democrata                        | 1 156  | 17,57 / 100,00  | 29,83 |
|                         | Lisboa com Carmona                              | 1 137  | 17,28 / 100,00  | Novo  |
|                         | Cidadãos por Lisboa                             | 755    | 11,47 / 100,00  | Novo  |
|                         | Coligação Democrática Unitária                  | 542    | 8,24 / 100,00   | 1,21  |
|                         | Bloco de Esquerda                               | 521    | 7,92 / 100,00   | 0,09  |
|                         | Partido Popular                                 | 278    | 4,22 / 100,00   | 2,50  |
|                         | Partido Comunista dos Trabalhadores Portugueses | 69     | 1,05 / 100,00   | 0,59  |
|                         | Partido Nacional Renovador                      | 49     | 0,74 / 100,00   | 0,48  |
|                         | Partido da Nova Democracia                      | 47     | 0,71 / 100,00   | Novo  |
|                         | Partido Popular Monárquico                      | 30     | 0,46 / 100,00   | -     |
|                         | Partido da Terra                                | 29     | 0,44 / 100,00   | -     |
| Votos Inválidos         | Votos Inválidos                                 | 234    | 3,56 / 100,00   | 0,21  |
| Total                   | Total                                           | 6 581  | 100,00 / 100,00 |       |
| Eleitorado/Participação | Eleitorado/Participação                         | 18 490 | 35,59 / 100,00  | 13,96 |

#### São José
| Partido                 | Partido                                         | Votos | %               | +/-   |
| ----------------------- | ----------------------------------------------- | ----- | --------------- | ----- |
|                         | Partido Socialista                              | 363   | 30,76 / 100,00  | 2,07  |
|                         | Lisboa com Carmona                              | 170   | 14,41 / 100,00  | Novo  |
|                         | Partido Social Democrata                        | 166   | 14,07 / 100,00  | 23,54 |
|                         | Cidadãos por Lisboa                             | 127   | 10,76 / 100,00  | Novo  |
|                         | Coligação Democrática Unitária                  | 124   | 10,51 / 100,00  | 1,61  |
|                         | Bloco de Esquerda                               | 86    | 7,29 / 100,00   | 2,60  |
|                         | Partido Popular                                 | 51    | 4,32 / 100,00   | 0,32  |
|                         | Partido Comunista dos Trabalhadores Portugueses | 20    | 1,69 / 100,00   | 0,48  |
|                         | Partido Popular Monárquico                      | 7     | 0,59 / 100,00   | -     |
|                         | Partido da Nova Democracia                      | 5     | 0,42 / 100,00   | Novo  |
|                         | Partido da Terra                                | 4     | 0,34 / 100,00   | -     |
|                         | Partido Nacional Renovador                      | 4     | 0,34 / 100,00   | 0,32  |
| Votos Inválidos         | Votos Inválidos                                 | 53    | 4,50 / 100,00   | 0,38  |
| Total                   | Total                                           | 1 180 | 100,00 / 100,00 |       |
| Eleitorado/Participação | Eleitorado/Participação                         | 3 289 | 35,88 / 100,00  | 11,33 |

#### São Mamede
| Partido                 | Partido                                         | Votos | %               | +/-   |
| ----------------------- | ----------------------------------------------- | ----- | --------------- | ----- |
|                         | Partido Socialista                              | 638   | 27,92 / 100,00  | 5,61  |
|                         | Lisboa com Carmona                              | 450   | 19,69 / 100,00  | Novo  |
|                         | Partido Social Democrata                        | 408   | 17,86 / 100,00  | 33,37 |
|                         | Cidadãos por Lisboa                             | 253   | 11,07 / 100,00  | Novo  |
|                         | Bloco de Esquerda                               | 153   | 6,70 / 100,00   | 0,71  |
|                         | Coligação Democrática Unitária                  | 120   | 5,25 / 100,00   | 0,60  |
|                         | Partido Popular                                 | 115   | 5,03 / 100,00   | 4,39  |
|                         | Partido Comunista dos Trabalhadores Portugueses | 16    | 0,70 / 100,00   | 0,12  |
|                         | Partido Nacional Renovador                      | 15    | 0,66 / 100,00   | 0,57  |
|                         | Partido Popular Monárquico                      | 13    | 0,57 / 100,00   | -     |
|                         | Partido da Terra                                | 9     | 0,39 / 100,00   | -     |
|                         | Partido da Nova Democracia                      | 8     | 0,35 / 100,00   | Novo  |
| Votos Inválidos         | Votos Inválidos                                 | 87    | 3,81 / 100,00   | 0,80  |
| Total                   | Total                                           | 2 285 | 100,00 / 100,00 |       |
| Eleitorado/Participação | Eleitorado/Participação                         | 5 635 | 40,55 / 100,00  | 16,13 |

#### São Miguel
| Partido                 | Partido                                         | Votos | %               | +/-   |
| ----------------------- | ----------------------------------------------- | ----- | --------------- | ----- |
|                         | Partido Socialista                              | 232   | 36,02 / 100,00  | 1,44  |
|                         | Lisboa com Carmona                              | 125   | 19,41 / 100,00  | Novo  |
|                         | Coligação Democrática Unitária                  | 112   | 17,39 / 100,00  | 5,47  |
|                         | Partido Social Democrata                        | 54    | 8,39 / 100,00   | 18,81 |
|                         | Cidadãos por Lisboa                             | 33    | 5,12 / 100,00   | Novo  |
|                         | Bloco de Esquerda                               | 29    | 4,50 / 100,00   | 1,11  |
|                         | Partido Comunista dos Trabalhadores Portugueses | 16    | 2,48 / 100,00   | 1,00  |
|                         | Partido Popular                                 | 11    | 1,71 / 100,00   | 0,09  |
|                         | Partido Nacional Renovador                      | 6     | 0,93 / 100,00   | 0,51  |
|                         | Partido da Nova Democracia                      | 3     | 0,47 / 100,00   | Novo  |
|                         | Partido da Terra                                | 1     | 0,16 / 100,00   | -     |
|                         | Partido Popular Monárquico                      | 1     | 0,16 / 100,00   | -     |
| Votos Inválidos         | Votos Inválidos                                 | 21    | 3,26 / 100,00   | 0,19  |
| Total                   | Total                                           | 644   | 100,00 / 100,00 |       |
| Eleitorado/Participação | Eleitorado/Participação                         | 1 756 | 36,67 / 100,00  | 15,14 |

#### São Nicolau
| Partido                 | Partido                                         | Votos | %               | +/-   |
| ----------------------- | ----------------------------------------------- | ----- | --------------- | ----- |
|                         | Partido Socialista                              | 119   | 26,27 / 100,00  | 1,18  |
|                         | Lisboa com Carmona                              | 98    | 21,63 / 100,00  | Novo  |
|                         | Partido Social Democrata                        | 63    | 13,91 / 100,00  | 31,79 |
|                         | Cidadãos por Lisboa                             | 55    | 12,14 / 100,00  | Novo  |
|                         | Coligação Democrática Unitária                  | 33    | 7,28 / 100,00   | 0,62  |
|                         | Bloco de Esquerda                               | 32    | 7,06 / 100,00   | 2,39  |
|                         | Partido Popular                                 | 9     | 1,99 / 100,00   | 4,02  |
|                         | Partido Comunista dos Trabalhadores Portugueses | 6     | 1,32 / 100,00   | 0,46  |
|                         | Partido Nacional Renovador                      | 4     | 0,88 / 100,00   | 0,54  |
|                         | Partido da Terra                                | 3     | 0,66 / 100,00   | -     |
|                         | Partido da Nova Democracia                      | 1     | 0,22 / 100,00   | Novo  |
|                         | Partido Popular Monárquico                      | 1     | 0,22 / 100,00   | -     |
| Votos Inválidos         | Votos Inválidos                                 | 29    | 6,40 / 100,00   | 1,94  |
| Total                   | Total                                           | 453   | 100,00 / 100,00 |       |
| Eleitorado/Participação | Eleitorado/Participação                         | 1 161 | 39,02 / 100,00  | 9,36  |

#### São Paulo
| Partido                 | Partido                                         | Votos | %               | +/-   |
| ----------------------- | ----------------------------------------------- | ----- | --------------- | ----- |
|                         | Partido Socialista                              | 317   | 34,68 / 100,00  | 1,32  |
|                         | Lisboa com Carmona                              | 124   | 13,57 / 100,00  | Novo  |
|                         | Partido Social Democrata                        | 114   | 12,47 / 100,00  | 23,15 |
|                         | Coligação Democrática Unitária                  | 104   | 11,38 / 100,00  | 1,27  |
|                         | Cidadãos por Lisboa                             | 91    | 9,96 / 100,00   | Novo  |
|                         | Bloco de Esquerda                               | 73    | 7,99 / 100,00   | 0,40  |
|                         | Partido Popular                                 | 26    | 2,84 / 100,00   | 1,69  |
|                         | Partido Comunista dos Trabalhadores Portugueses | 20    | 2,19 / 100,00   | 1,19  |
|                         | Partido Popular Monárquico                      | 7     | 0,77 / 100,00   | -     |
|                         | Partido da Nova Democracia                      | 6     | 0,66 / 100,00   | Novo  |
|                         | Partido da Terra                                | 4     | 0,44 / 100,00   | -     |
|                         | Partido Nacional Renovador                      | 3     | 0,33 / 100,00   | 0,07  |
| Votos Inválidos         | Votos Inválidos                                 | 25    | 2,73 / 100,00   | 1,20  |
| Total                   | Total                                           | 914   | 100,00 / 100,00 |       |
| Eleitorado/Participação | Eleitorado/Participação                         | 3 221 | 28,38 / 100,00  | 15,95 |

#### São Sebastião da Pedreira
| Partido                 | Partido                                         | Votos | %               | +/-   |
| ----------------------- | ----------------------------------------------- | ----- | --------------- | ----- |
|                         | Partido Socialista                              | 696   | 23,26 / 100,00  | 6,95  |
|                         | Lisboa com Carmona                              | 689   | 23,03 / 100,00  | Novo  |
|                         | Partido Social Democrata                        | 513   | 17,15 / 100,00  | 38,91 |
|                         | Cidadãos por Lisboa                             | 369   | 12,33 / 100,00  | Novo  |
|                         | Bloco de Esquerda                               | 223   | 7,45 / 100,00   | 0,19  |
|                         | Partido Popular                                 | 218   | 7,29 / 100,00   | 3,91  |
|                         | Coligação Democrática Unitária                  | 113   | 3,78 / 100,00   | 1,23  |
|                         | Partido Nacional Renovador                      | 18    | 0,60 / 100,00   | 0,55  |
|                         | Partido da Nova Democracia                      | 17    | 0,57 / 100,00   | Novo  |
|                         | Partido Comunista dos Trabalhadores Portugueses | 15    | 0,50 / 100,00   | 0,05  |
|                         | Partido da Terra                                | 15    | 0,50 / 100,00   | -     |
|                         | Partido Popular Monárquico                      | 6     | 0,20 / 100,00   | -     |
| Votos Inválidos         | Votos Inválidos                                 | 100   | 3,35 / 100,00   | 0,22  |
| Total                   | Total                                           | 2 992 | 100,00 / 100,00 |       |
| Eleitorado/Participação | Eleitorado/Participação                         | 7 180 | 41,67 / 100,00  | 15,81 |

#### São Vicente de Fora
| Partido                 | Partido                                         | Votos | %               | +/-   |
| ----------------------- | ----------------------------------------------- | ----- | --------------- | ----- |
|                         | Partido Socialista                              | 418   | 34,49 / 100,00  | 2,19  |
|                         | Coligação Democrática Unitária                  | 204   | 16,83 / 100,00  | 2,24  |
|                         | Partido Social Democrata                        | 154   | 12,71 / 100,00  | 18,27 |
|                         | Lisboa com Carmona                              | 126   | 10,40 / 100,00  | Novo  |
|                         | Cidadãos por Lisboa                             | 84    | 6,93 / 100,00   | Novo  |
|                         | Bloco de Esquerda                               | 73    | 6,02 / 100,00   | 1,46  |
|                         | Partido Popular                                 | 51    | 4,21 / 100,00   | 0,65  |
|                         | Partido Comunista dos Trabalhadores Portugueses | 34    | 2,81 / 100,00   | 1,08  |
|                         | Partido Nacional Renovador                      | 5     | 0,41 / 100,00   | 0,05  |
|                         | Partido da Terra                                | 4     | 0,33 / 100,00   | -     |
|                         | Partido da Nova Democracia                      | 4     | 0,33 / 100,00   | Novo  |
|                         | Partido Popular Monárquico                      | 1     | 0,08 / 100,00   | -     |
| Votos Inválidos         | Votos Inválidos                                 | 54    | 4,46 / 100,00   | 0,19  |
| Total                   | Total                                           | 1 212 | 100,00 / 100,00 |       |
| Eleitorado/Participação | Eleitorado/Participação                         | 3 769 | 32,16 / 100,00  | 17,39 |

#### Sé
| Partido                 | Partido                                         | Votos | %               | +/-   |
| ----------------------- | ----------------------------------------------- | ----- | --------------- | ----- |
|                         | Partido Socialista                              | 116   | 24,12 / 100,00  | 8,02  |
|                         | Lisboa com Carmona                              | 91    | 18,92 / 100,00  | Novo  |
|                         | Partido Social Democrata                        | 61    | 12,68 / 100,00  | 23,47 |
|                         | Cidadãos por Lisboa                             | 60    | 12,47 / 100,00  | Novo  |
|                         | Coligação Democrática Unitária                  | 55    | 11,43 / 100,00  | 0,19  |
|                         | Bloco de Esquerda                               | 36    | 7,48 / 100,00   | 0,02  |
|                         | Partido Popular                                 | 21    | 4,37 / 100,00   | 0,65  |
|                         | Partido Comunista dos Trabalhadores Portugueses | 8     | 1,66 / 100,00   | 0,66  |
|                         | Partido Nacional Renovador                      | 6     | 1,25 / 100,00   | 0,96  |
|                         | Partido da Terra                                | 3     | 0,62 / 100,00   | -     |
|                         | Partido Popular Monárquico                      | 2     | 0,42 / 100,00   | -     |
|                         | Partido da Nova Democracia                      | 1     | 0,21 / 100,00   | Novo  |
| Votos Inválidos         | Votos Inválidos                                 | 21    | 4,36 / 100,00   | 1,67  |
| Total                   | Total                                           | 481   | 100,00 / 100,00 |       |
| Eleitorado/Participação | Eleitorado/Participação                         | 1 193 | 40,32 / 100,00  | 14,91 |

#### Socorro
| Partido                 | Partido                                         | Votos | %               | +/-   |
| ----------------------- | ----------------------------------------------- | ----- | --------------- | ----- |
|                         | Partido Socialista                              | 292   | 30,26 / 100,00  | 1,91  |
|                         | Lisboa com Carmona                              | 169   | 17,51 / 100,00  | Novo  |
|                         | Partido Social Democrata                        | 164   | 16,99 / 100,00  | 22,95 |
|                         | Coligação Democrática Unitária                  | 113   | 11,71 / 100,00  | 0,07  |
|                         | Bloco de Esquerda                               | 69    | 7,15 / 100,00   | 0,61  |
|                         | Cidadãos por Lisboa                             | 37    | 3,83 / 100,00   | Novo  |
|                         | Partido Comunista dos Trabalhadores Portugueses | 27    | 2,90 / 100,00   | 1,86  |
|                         | Partido Popular                                 | 23    | 2,38 / 100,00   | 1,12  |
|                         | Partido Nacional Renovador                      | 10    | 1,04 / 100,00   | 0,59  |
|                         | Partido da Nova Democracia                      | 9     | 0,93 / 100,00   | Novo  |
|                         | Partido Popular Monárquico                      | 6     | 0,62 / 100,00   | -     |
|                         | Partido da Terra                                | 4     | 0,41 / 100,00   | -     |
| Votos Inválidos         | Votos Inválidos                                 | 42    | 4,36 / 100,00   | 0,09  |
| Total                   | Total                                           | 965   | 100,00 / 100,00 |       |
| Eleitorado/Participação | Eleitorado/Participação                         | 3 152 | 30,62 / 100,00  | 16,76 |